# Seznam tramvajových linek v Brně

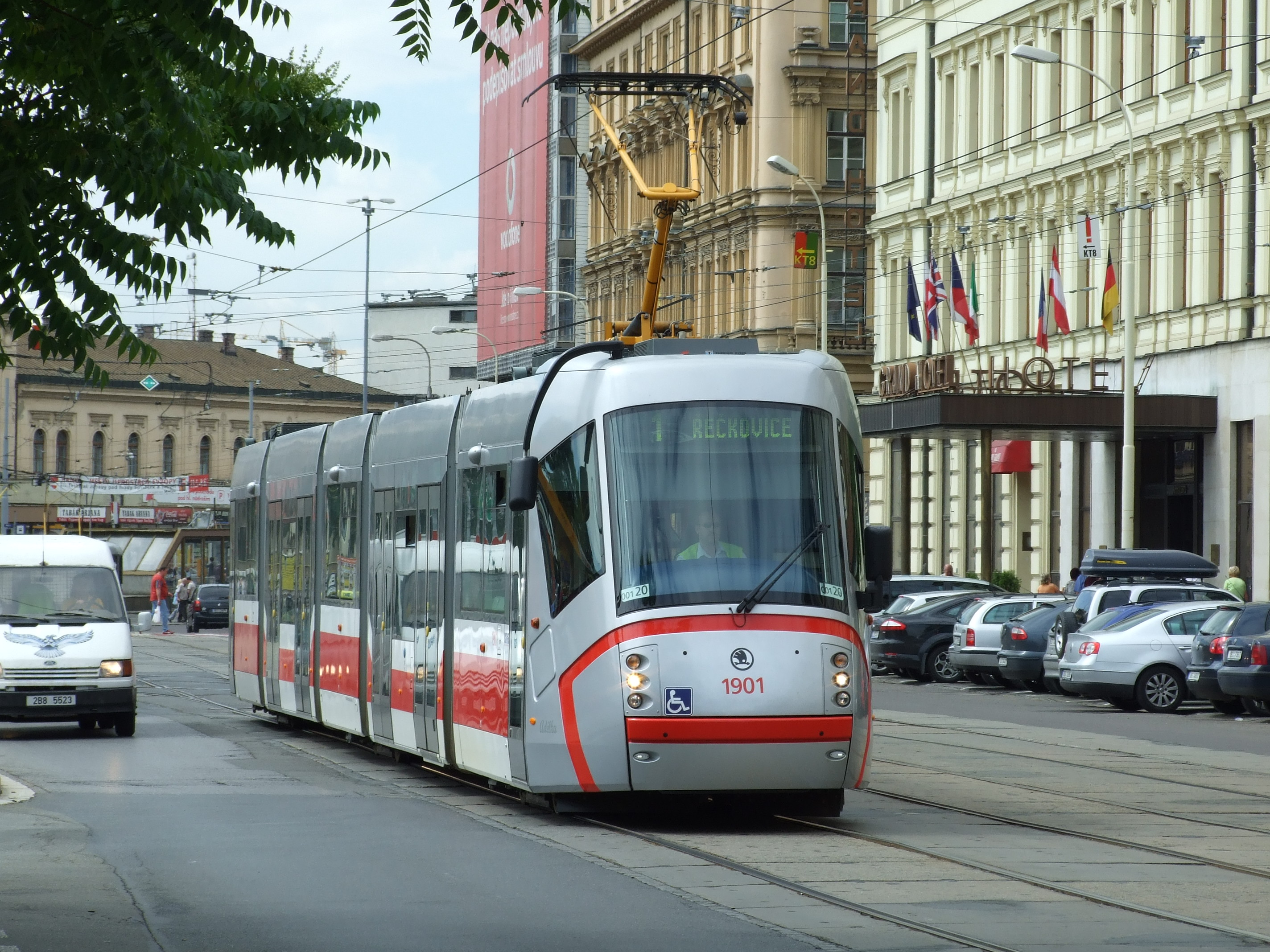
Tramvaj Škoda 13T na lince č. 1 v Benešově ulici (2008)

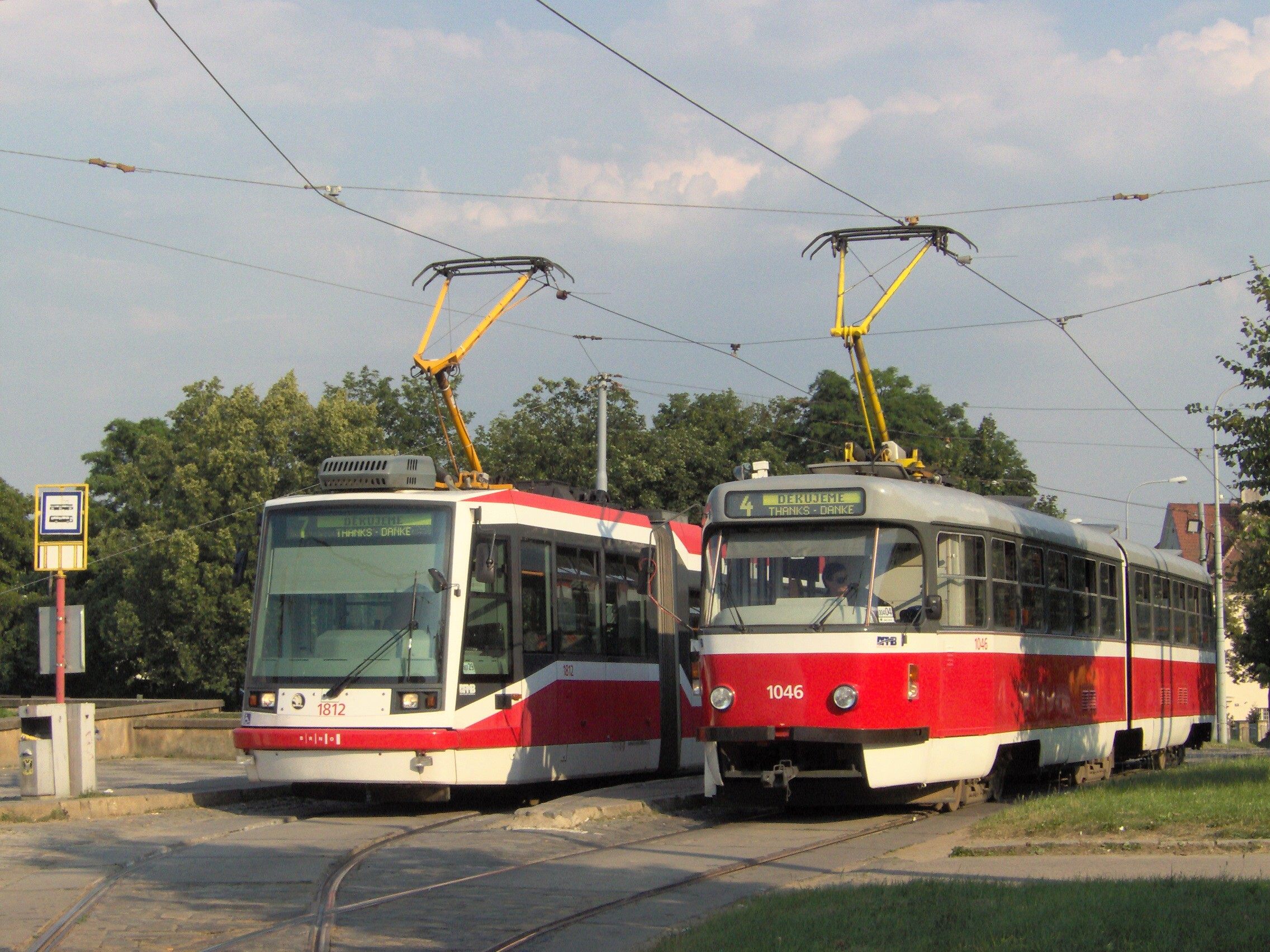
Výlukové setkání tramvajových linek č. 4 a 7 ve smyčce Masarykova čtvrť, náměstí Míru (2010)

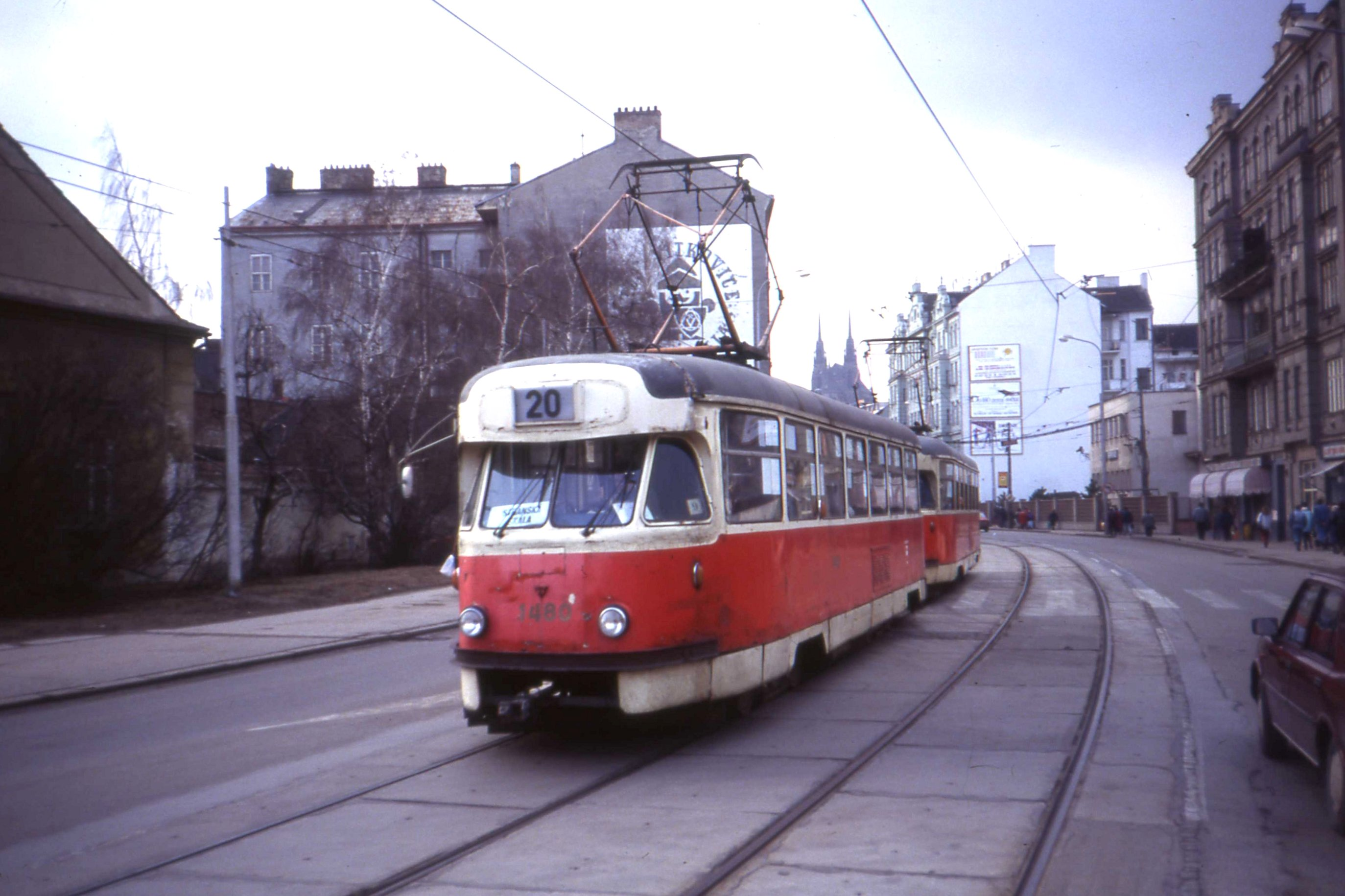
Souprava tramvají Tatra T2R na lince č. 20 u zastávky Vlhká (1992)

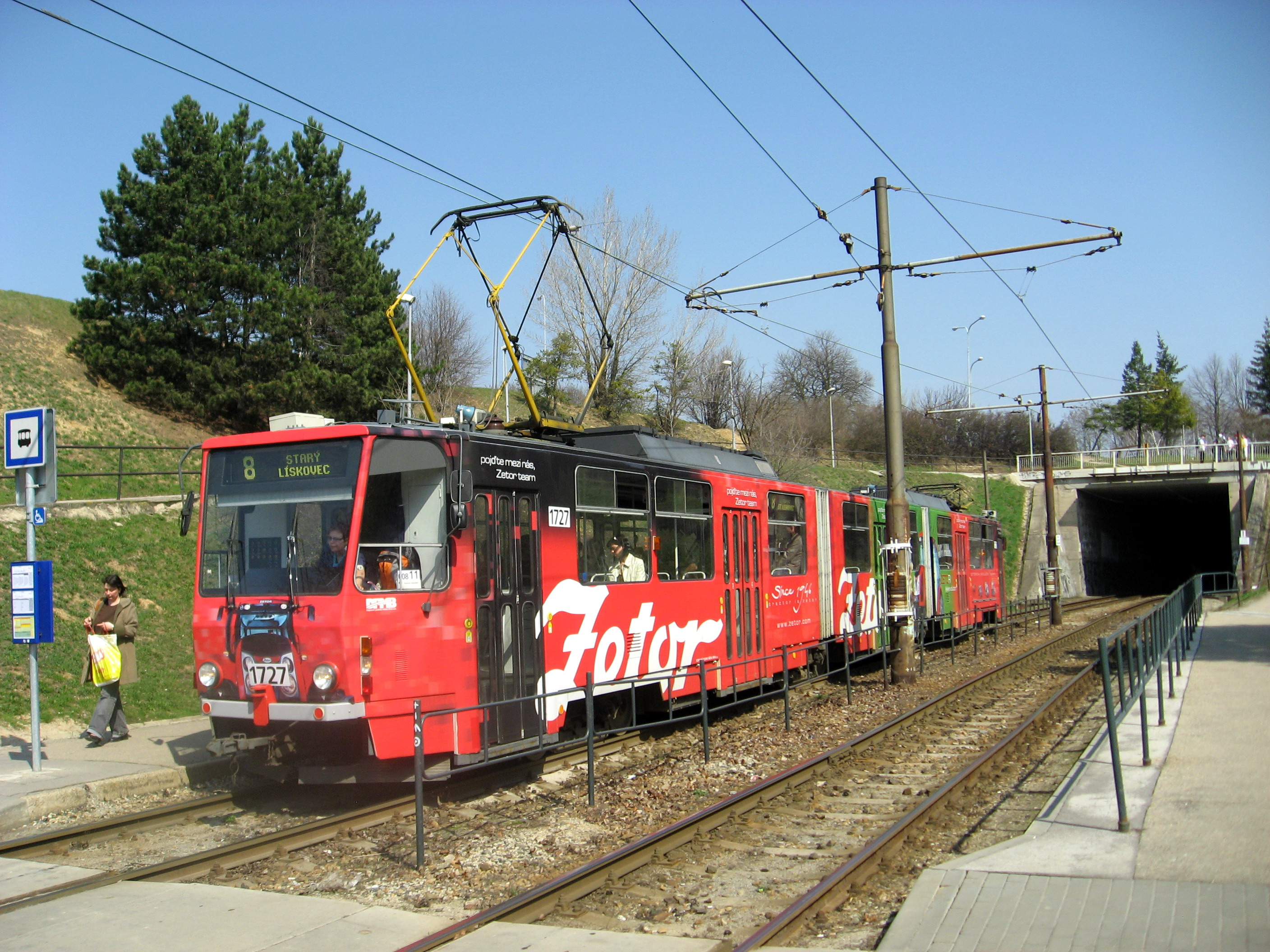
Zastávka Krematorium a tramvaj Tatra KT8D5SU na lince č. 8 (2009)

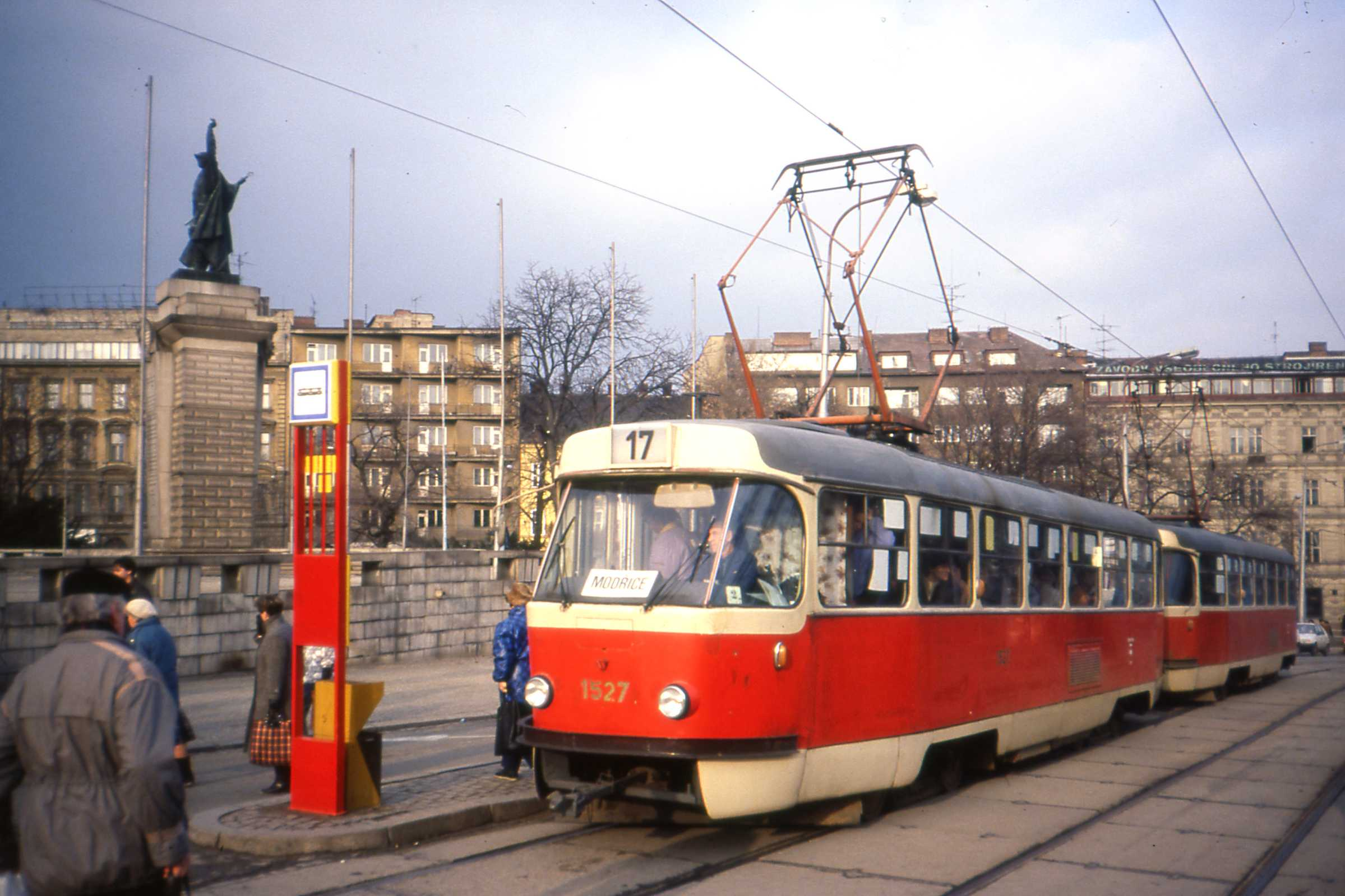
Souprava tramvají Tatra T3 na lince č. 17 stanicuje v zastávce Moravské náměstí (1992)

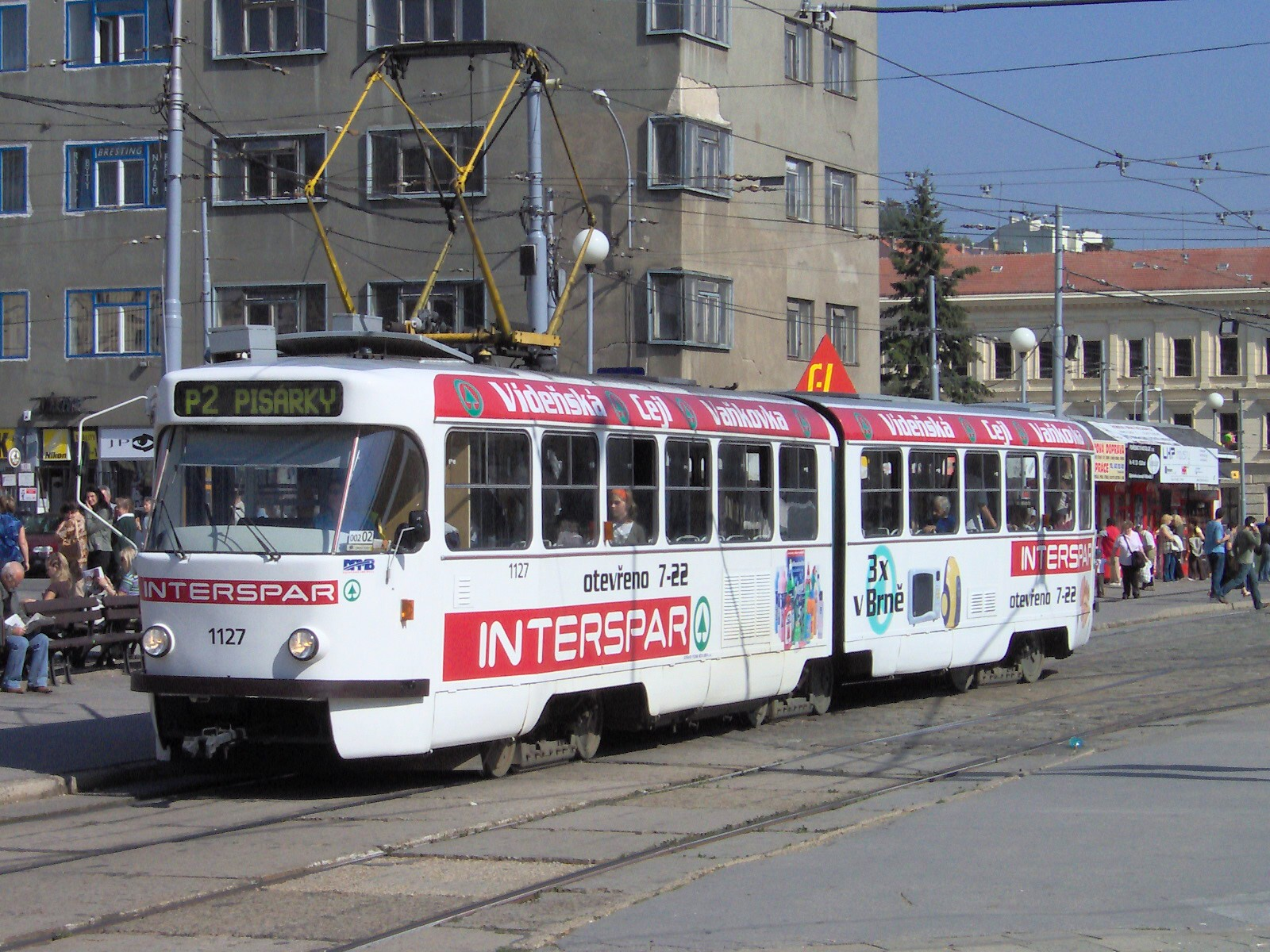
Tramvaj Tatra K2YU v zastávce Mendlovo náměstí na veletržní lince P2 (2006)

Seznam tramvajových linek v Brně zahrnuje všechny pravidelně provozované linky tramvajové dopravy v Brně od její elektrifikace v roce 1900 do současnosti. Obsahuje rovněž i shrnutí veletržních, posilových, historických a některých výlukových a vložených linek v průběhu 20. a 21. století. Do roku 1974 jsou na trasách linek vyjmenovány pouze směrově nejdůležitější zastávky s dobovými názvy. Současné názvy nebo přibližná geografická určení jsou uvedeny kurzívou v závorkách. Od roku 1975 jsou vždy vyjmenovány dobovými názvy všechny zastávky na trase, současné pojmenování kurzívou se opět následně nachází v závorce. V tabulkách je uvedena vždy nejdelší trasa linky, některé její spoje mohly (mohou) v různou denní dobu končit v nácestných smyčkách.

## Historický přehled
V roce 1900 byly elektrifikovány dvě tratě brněnské parní pouliční dráhy a provoz elektrických tramvají byl zahájen 21. června 1900 na dvou linkách, které byly označeny světelnými terči. Hlavní linka Kartouzy – Pisárky měla bílé světlo (čiré nezbarvené sklo), odbočná linka k Ústřednímu hřbitovu měla svítilnu se zeleným sklem. Již na podzim 1900 byla zprovozněna první nově vystavěná trať Velké náměstí – Zábrdovice, linka na ni byla označena žlutou barvou. Začátkem roku 1901 začaly tramvaje jezdit i na dalších nových tratích, byl tak zahájen provoz „červené“ a „modré“ linky. Od 11. března 1913 bylo zavedeno číselné označení linek:
- bílá linka → č. 1
- zelená linka → č. 2
- červená linka → č. 3
- žlutá linka → č. 4
- modrá linka → č. 5

V letech 1921 a 1922 byla poprvé v provozu linka č. 6, jednalo se o přečíslovanou linku č. 4, jejíž označení převzala pokusná peážní linka. Kvůli malému využití bylo ale linkové vedení přibližně po roce vráceno do původního stavu. Trvale byla linka č. 6 zavedena od roku 1926 v souvislosti s prodloužením tratě z Králova Pole do Řečkovic. Roku 1932 vznikly linky č. 7 a 8, společně s linkou č. 6 se jednalo o peážní linky, které posilovaly úseky vedené předměstskými čtvrtěmi s hustou zástavbou, kde byly ukončeny na nácestných smyčkách. Hlavní linky dále pokračovaly až na konec tratí do okrajových čtvrtí, kde již nebyla tak vysoká frekvence cestujících. Linka č. 9 zahájila provoz v roce 1940 při otevření nové tratě do Černých Polí. Linka č. 10 vznikla roku 1944 převzetím a elektrifikací příměstské železnice z Černovic do Líšně. V roce 1957 získala číslo 11 a status pravidelné linky vložená linka Žabovřesky – Juliánov, která byla v provozu již od roku 1947. Roku 1962 byly zavedeny linky č. 12 a 13.
Dne 29. března 1964 byla provedena reorganizace dopravy, trasování některých stávajících linek bylo upraveno, nově byly zřízeny pravidelné linky č. 14 až 17. V souvislosti s otevřením nové rychlodrážní tratě z Pisárek do Komína byl v roce 1976 zahájen provoz linky č. 18. Další nová linka č. 21 byla zprovozněna v roce 1977 díky nově postavené krátké spojce mezi ulicemi Merhautovou a Vranovskou. Vynechanými čísly 19 a 20 byly označeny linky, které zahájily provoz roku 1978 díky otevření nového autobusového nádraží Zvonařka. V roce 1986 vznikla linka č. 22, pravidelná tramvajová linka s nejvyšším číslem. Důvodem bylo přesměrování všech autobusových linek ČSAD na Zvonařku.
Z celkového počtu 21, respektive 22 linek bylo v letech 1980 a 1990 složení následující:
| Rok  | Linky s nepřetržitým provozem (celý týden, den + noc) | Linky s denním provozem (celý týden, pouze den) | Linky s provozem pouze v pracovní dny (pouze den) | Linky s provozem pouze v pracovní dny ve špičkách |
| ---- | ----------------------------------------------------- | ----------------------------------------------- | ------------------------------------------------- | ------------------------------------------------- |
| 1980 | 1, 2, 4, 5, 10, 12, 15                                | 3, 6, 8, 9, 13, 16, 17, 18                      | —                                                 | 7, 11, 14, 19, 20, 21                             |
| 1990 | 1, 2, 4, 5, 10, 12, 15, 22                            | 3, 6, 13, 14, 17, 18, 20                        | 9, 16                                             | 7, 8, 11, 19, 21                                  |

Dne 2. září 1995 proběhla celková reorganizace MHD v Brně spojená se změnou tarifu z nepřestupního na časový přestupní. Kromě úprav autobusových a trolejbusových linek postihla tato reorganizace výrazně především tramvajovou dopravu. Počet linek byl zredukován z 22 na 13, u většiny linek byla změněna trasa, byl výrazně zmenšen interval mezi jednotlivými spoji. Všechny linky také byly v provozu celodenně po celý týden (výjimkou byla např. linka č. 7, jež v letech 2007 a 2008 nejezdila o víkendech, či linka č. 11, která o víkendech nebyla v provozu od roku 2009), vybrané byly do roku 2000, respektive 2004 součástí i nočního provozu. V následujících letech probíhaly pouze dílčí úpravy trasování, další větší změny nastaly 1. ledna 2013, kdy byly zrušeny linky č. 7 a 13, které byly ve svých trasách nahrazeny ostatními linkami. Od 20. září 2021 byla obnovena linka č. 7, naopak od 1. května 2023 byla zrušena linka č. 11.
Od roku 2023 je v Brně v provozu 11 pravidelných tramvajových linek s čísly 1–10 a 12.
| Č.                                                                         | Trasa (trvalý bezvýlukový stav)                  | Délka (v km) |
| -------------------------------------------------------------------------- | ------------------------------------------------ | ------------ |
| 1                                                                          | Řečkovice – Bystrc, Ečerova                      | 19,21        |
| 2                                                                          | Židenice, Stará osada – Modřice, smyčka          | 11,65        |
| 3                                                                          | Židenice, Stará osada – Bystrc, Rakovecká        | 11,52        |
| 4                                                                          | Masarykova čtvrť, Náměstí Míru – Obřany, Babická | 9,18         |
| 5                                                                          | Štefánikova čtvrť – Ústřední hřbitov, smyčka     | 7,61         |
| 6                                                                          | Královo Pole, nádraží – Starý Lískovec, smyčka   | 10,96        |
| 7                                                                          | Lesná, Čertova rokle – Starý Lískovec, smyčka    | 10,75        |
| 8                                                                          | Líšeň, Mifkova – Nemocnice Bohunice              | 13,67        |
| 9                                                                          | Lesná, Čertova rokle – Juliánov                  | 8,76         |
| 10                                                                         | Stránská skála-smyčka – Bystrc, Rakovecká        | 14,93        |
| 12                                                                         | Technologický park – Komárov                     | 8,21         |
| Z celkové délky linky č. 2 (11,65 km) vede 1,23 km na území města Modřice. |                                                  |              |

| Č.  | Trasa                                  | Délka (v km) | Poznámky                                                |
| --- | -------------------------------------- | ------------ | ------------------------------------------------------- |
| H4  | Mendlovo náměstí – Komenského náměstí  | 2,93         | nostalgická linka, v provozu v letní sezóně a v adventu |
| P1  | Malinovského náměstí – Bystrc, Ečerova | 12,89        | mimořádná posilová linka                                |
| P5  | Štefánikova čtvrť – Pisárky            | 6,62         | mimořádná posilová linka                                |
| P9  | Lesná, Čertova rokle – Bystrc, Ečerova | 14,57        | mimořádná posilová linka                                |
| P12 | Technologický park – Pisárky           | 8,14         | mimořádná posilová linka                                |

## Běžné denní linky

### Linka 1
| Od data         | Změna                                                              | Trasa | Zdroj  |
| --------------- | ------------------------------------------------------------------ | --- | ------ |
| 21. června 1900 | zahájení provozu                                                   | Kartouzy (Semilasso) – Lužánky (Pionýrská) – Kiosk (Moravské náměstí) – Městské divadlo (Malinovského náměstí) – Nádraží (Hlavní nádraží) – Ugartova (Václavská) – Starobrněnské lázně (Mendlovo náměstí) – Pisárky | [ 22 ] |
| 1. ledna 1926   | prodloužení                                                        | Řečkovice – Semilasso – … – Pisárky | [ 4 ]  |
| 2. května 1926  | zkrácení                                                           | Semilasso – … – Pisárky | [ 4 ]  |
| 15. října 1931  | prodloužení                                                        | Řečkovice – Semilasso – … – Pisárky | [ 23 ] |
| 1975            | (trasa)                                                            | Řečkovice – Filkukova – Kořískova – Vozovna Královo Pole (na plánu města 1983 již jako Hudcova) – Tylova – Semilasso – Husitská – Jungmannova – Veterinární škola (Kartouzská) – Šumavská – Hrnčířská – Pionýrská – Antonínská – Sady Osvobození (Moravské náměstí) – Janáčkovo divadlo (v provozu na plánech města 1983, 1984 a 1988) – Malinovského náměstí – Hlavní nádraží – Nové sady – Hybešova – Václavská – Mendlovo náměstí – Výstaviště (Výstaviště, hlavní vstup) – Vinařská (Výstaviště, vstup G2) – Lipová (Arena Brno) – Pisárky | [ 24 ] |
| 2. září 1995    | prodloužení                                                        | Řečkovice – Filkukova – Kořískova – Hudcova – Tylova – Semilasso – Husitská – Jungmannova – Kartouzská – Šumavská – Hrnčířská – Pionýrská – Antonínská – Moravské náměstí – Janáčkovo divadlo (zřízena 1. září 1999, mezi 1. listopadem 2006 a 31. březnem 2007 zrušena) – Malinovského náměstí – Hlavní nádraží – Nové sady – Hybešova – Václavská – Mendlovo náměstí – Výstaviště, hlavní vstup (do 29. června 2007 Výstaviště) – Výstaviště, vstup G2 (do 29. června 2007 Vinařská) – Arena Brno (do 31. srpna 2024 Lipová) – Pisárky – Bráfova – Stránského – Vozovna Komín (do 31. srpna 2001 Jundrovská) – Svratecká – Branka – Podlesí – Kamenolom – Zoologická zahrada – Přístaviště – Kubíčkova – Ondrouškova – Bystrc, Ečerova | [ 17 ] |
|                 | výluka od 9. ledna 2021 do 30. dubna 2023: Řečkovice – … – Pisárky | výluka od 9. ledna 2021 do 30. dubna 2023: Řečkovice – … – Pisárky | [ 31 ] |

### Linka 2
| Od data           | Změna                                                                                       | Trasa | Zdroj         |
| ----------------- | ------------------------------------------------------------------------------------------- | --- | ------------- |
| 21. června 1900   | zahájení provozu                                                                            | Ugartova (Václavská) – Úřad potravní daně (Celní) – Ústřední hřbitov | [ 22 ]        |
| 29. října 1903    | prodloužení                                                                                 | Městský dvůr (Šilingrovo náměstí) – Starobrněnské lázně (Mendlovo náměstí) – Ugartova (Václavská) – … – Ústřední hřbitov | [ 32 ]        |
| 20. července 1906 | prodloužení                                                                                 | Velké náměstí (Náměstí Svobody) – Městský dvůr (Šilingrovo náměstí) – … – Ústřední hřbitov | [ 2 ]         |
| 9. května 1913    | prodloužení                                                                                 | Zábrdovice (před mostem přes Svitavu) – Městské divadlo (Malinovského náměstí) – Velké náměstí (Náměstí Svobody) – … – Ústřední hřbitov | [ 2 ]         |
| 27. října 1928    | prodloužení                                                                                 | Židenice-nádraží (Kuldova) – Zábrdovický most (před mostem přes Svitavu) – … – Ústřední hřbitov | [ 33 ]        |
| 31. října 1930    | prodloužení                                                                                 | Židenice-nádraží (Kuldova) – … – Ústřední hřbitov – Ústřední hřbitov, smyčka | [ 23 ]        |
| 17. ledna 1932    | prodloužení                                                                                 | Židenice-nádraží (Kuldova) – … – Ústřední hřbitov – Horní Heršpice (Bohunická; úsek Ústřední hřbitov, smyčka – Horní Heršpice obsluhován kyvadlově samostatnými vlaky) | [ 23 ]        |
| 10. června 1932   | prodloužení                                                                                 | Židenice-kasárna – Židenice-nádraží (Kuldova) – … – Horní Heršpice (Bohunická; úsek Ústřední hřbitov, smyčka – Horní Heršpice obsluhován kyvadlově samostatnými vlaky) | [ 34 ]        |
| 8. prosince 1938  | zkrácení                                                                                    | Židenice-kasárna – … – Václavská – Vídeňská (Celní) | [ 35 ]        |
| 17. března 1939   | prodloužení                                                                                 | Židenice-kasárna – … – Vídeňská (Celní) – Horní Heršpice (Bohunická; úsek Ústřední hřbitov, smyčka – Horní Heršpice obsluhován kyvadlově samostatnými vlaky) | [ 35 ]        |
| 6. května 1942    | změna trasy                                                                                 | Židenice-kasárna – … – Náměstí Viktoria (Náměstí Svobody) – Německý dům (Česká) – Městský dvůr (Šilingrovo náměstí) – … – Horní Heršpice (Bohunická; úsek Ústřední hřbitov, smyčka – Horní Heršpice obsluhován kyvadlově samostatnými vlaky) | [ 36 ]        |
| 29. května 1948   | prodloužení                                                                                 | Židenice (Karlova) – Židenice-kasárna – … – Horní Heršpice (Bohunická; úsek Ústřední hřbitov, smyčka – Horní Heršpice obsluhován kyvadlově samostatnými vlaky) | [ 37 ]        |
| 23. července 1951 | zkrácení                                                                                    | Židenice (Karlova) – … – Ústřední hřbitov, smyčka (kyvadlové vlaky do Horních Heršpic byly kvůli přestavbě trati zrušeny) | [ 38 ]        |
| 15. prosince 1951 | prodloužení                                                                                 | Židenice (Karlova) – … – Ústřední hřbitov – Horní Heršpice (za zastávkou Ořechovská) | [ 38 ]        |
| 1. září 1958      | změna trasy                                                                                 | Židenice (Karlova) – … – Divadlo (Malinovského náměstí) – Sady Osvobození (Moravské náměstí) – Česká – … – Horní Heršpice (za zastávkou Ořechovská) | [ 9 ]         |
| 8. března 1960    | zkrácení                                                                                    | Židenice, Karlovo náměstí (Svatoplukova) – … – Horní Heršpice (za zastávkou Ořechovská) | [ 9 ]         |
| 1. ledna 1963     | prodloužení                                                                                 | Židenice (Karlova) – … – Horní Heršpice (za zastávkou Ořechovská) | [ 9 ]         |
| 29. března 1964   | změna trasy                                                                                 | Židenice (Karlova) – … – Divadlo (Malinovského náměstí) – Hlavní nádraží – Václavská – … – Horní Heršpice (za zastávkou Ořechovská) | [ 10 ]        |
| 1975              | (trasa)                                                                                     | Maloměřice (Karlova) – Světlá (křižovatka Karlova × Světlá) – Židenice, kasárna – Svatoplukova – Stará osada – Rokycanova (křižovatka Bubeníčkova × Rokycanova) – Kuldova – Zábrdovice (Vojenská nemocnice) – Tkalcovská – Körnerova – Malinovského náměstí – Hlavní nádraží – Nové sady – Hybešova – Václavská – Poříčí – Polní (Nemocnice Milosrdných bratří) – Celní – Hluboká – Ústřední hřbitov – Ústřední hřbitov, smyčka – Bohunická – Ořechovská – Horní Heršpice (za zastávkou Ořechovská) | [ 24 ]        |
| 22. prosince 1977 | prodloužení                                                                                 | Židenice (Karlova) – Světlá (křižovatka Karlova × Světlá) – Židenice, kasárna – Svatoplukova – Stará osada – Rokycanova (křižovatka Bubeníčkova × Rokycanova) – Kuldova – Zábrdovice (Vojenská nemocnice) – Tkalcovská – Körnerova – Malinovského náměstí – Hlavní nádraží – Nové sady – Hybešova – Václavská – Poříčí – Polní (Nemocnice Milosrdných bratří) – Celní – Hluboká – Ústřední hřbitov – Ústřední hřbitov, smyčka (pouze v jízdním řádu 1980) – Bohunická – Elektrotechnické závody (na plánu města 1983 jako Elektrotechnické závody J. F., na plánu města 1984 jako EJF, dnes Ořechovská) – Ospap (Moravanské lány) – Ingstav (Moravanská) – Korek (Modřická cihelna) – Modřice, Tyršova – Modřice (Modřice, smyčka) | [ 12 ] [ 15 ] |
| 16. dubna 1985    | zkrácení                                                                                    | Stará osada – Kuldova – Zábrdovice (Vojenská nemocnice) – Tkalcovská – Körnerova – Malinovského náměstí – Hlavní nádraží – Nové sady – Hybešova – Václavská – Poříčí – Polní (Nemocnice Milosrdných bratří) – Celní – Hluboká – Ústřední hřbitov – Bohunická – EJF (Ořechovská) – Ospap (Moravanské lány) – Ingstav (Moravanská) – Korek (Modřická cihelna) – Tyršova (Modřice, Tyršova) – Modřice (Modřice, smyčka) | [ 13 ] [ 39 ] |
| 2. září 1995      | (trasa)                                                                                     | Židenice, Stará osada – Kuldova – Vojenská nemocnice (do 31. srpna 2001 Zábrdovice) – Tkalcovská – Körnerova – Malinovského náměstí – Hlavní nádraží – Nové sady – Hybešova – Václavská – Poříčí – Nemocnice Milosrdných bratří (do 29. června 2007 Polní) – Celní – Hluboká – Ústřední hřbitov – Bohunická – Ořechovská – Moravanské lány – Moravanská – Modřická cihelna (do 31. prosince 2003 Modřice, cihelna) – Modřice, Tyršova – Modřice, smyčka (do 10. prosince 2005 Modřice) | [ 17 ]        |
|                   | výluka od 22. října 2018 do 28. června 2019: Francouzská – Tkalcovská – … – Modřice, smyčka | výluka od 22. října 2018 do 28. června 2019: Francouzská – Tkalcovská – … – Modřice, smyčka | [ 44 ]        |

### Linka 3
| Od data            | Změna | Trasa | Zdroj         |
| ------------------ | --- | --- | ------------- |
| 2. února 1901      | zahájení provozu | Jatky (ulice Masná) – Křenová – Nádraží (Hlavní nádraží) – Velké náměstí (Náměstí Svobody) – Lažanského náměstí (Česká) – velká smyčka pojížděná obousměrně: Veveří – Krásná vyhlídka (Konečného náměstí) – Tivoli (Jiráskova) – Obilní trh – Lažanského náměstí (Česká) | [ 22 ]        |
| 2. prosince 1902   | zkrácení | Jatky (ulice Masná) – … – Veveří – Krásná vyhlídka (Konečného náměstí) | [ 45 ]        |
| 21. ledna 1915     | prodloužení | Jatky (ulice Masná) – … – Krásná vyhlídka (Konečného náměstí) – Laudonova (Tábor) | [ 46 ]        |
| 23. května 1915    | změna trasy | Zábrdovický most (u mostu přes Svitavu) – Městské divadlo (Malinovského náměstí) – Velké náměstí (Náměstí Svobody) – … – Laudonova (Tábor) | [ 46 ]        |
| 15. srpna 1924     | změna trasy | Maloměřice (u mostu přes Svitavu) – Štefanikova (Vozovna Husovice) – Zábrdovice (Tkalcovská) – … – V táboře (Tábor) | [ 3 ]         |
| 3. února 1927      | prodloužení | Maloměřice (u mostu přes Svitavu) – … – V táboře (Tábor) – Žabovřesky (Rosického náměstí) | [ 33 ]        |
| 1. ledna 1931      | prodloužení | Maloměřice (Proškovo náměstí) – Brandlova (Valchařská) – … – Žabovřesky (Rosického náměstí) | [ 23 ]        |
| 28. června 1931    | prodloužení | Obřany (Obřanský most) – Maloměřice (Proškovo náměstí) – … – Žabovřesky (Rosického náměstí) | [ 23 ]        |
| 14. srpna 1932     | prodloužení | Obřany (Obřany, Babická) – Obřany, most – … – Žabovřesky (Rosického náměstí) | [ 34 ]        |
| 22. prosince 1939  | prodloužení | Obřany (Obřany, Babická) – … – Žerotínovo náměstí (Rosického náměstí) – Žabovřesky (na konci ulice Sochorovy) | [ 35 ]        |
| 26. října 1947     | změna trasy | Obřany (Obřany, Babická) – … – Žerotínovo náměstí (Rosického náměstí) – Komín (Branka) | [ 8 ]         |
| 23. května 1948    | prodloužení | Obřany (Obřany, Babická) – … – Komín (Branka) – Bystrc (před mostem přes Svratku) | [ 37 ]        |
| 1. září 1958       | změna trasy | Obřany (Obřany, Babická) – … – Divadlo (Malinovského náměstí) – Hlavní nádraží – Náměstí Svobody – … – Bystrc (před mostem přes Svratku) | [ 9 ]         |
| 29. listopadu 1958 | prodloužení | Obřany (Obřany, Babická) – … – Bystrc (Zoologická zahrada) | [ 9 ]         |
| 1. srpna 1960      | změna trasy | Obřany (Obřany, Babická) – … – Divadlo (Malinovského náměstí) – Sady Osvobození (Moravské náměstí) – Česká – … – Bystrc (Zoologická zahrada) | [ 9 ]         |
| 1975               | (trasa) | Obřany (Obřany, Babická) – Obřany, most (Obřanský most) – Obřanská, hřbitov (Čtvery hony) – Obřanská, škola (Obřanská, u školy) – Proškovo náměstí – Maloměřice, most (Maloměřický most) – Dukelská (Tomkovo náměstí) – Náměstí Republiky – Nováčkova (Vozovna Husovice) – Mostecká – Trávníčkova – Tkalcovská – Körnerova – Malinovského náměstí – Česká – Gorkého (křižovatka Veveří × Gorkého) – Sokolská (křižovatka Veveří × Sokolská) – Konečného náměstí – Technika (Rybkova) – Tábor – Mezníkova (Králova) – Burianovo náměstí – Blatného (Mozolky) – Rosického náměstí – Jundrov (jižně od zastávky Vozovna Komín) – Jundrovská (Komín, smyčka) – Svratecká – Komín (Branka) – Podlesí – Kamenolom – Bystrc (Zoologická zahrada) | [ 24 ]        |
| 1980               | (trasa) | Obřany (Obřany, Babická) – Obřany, most (Obřanský most) – Obřanská, hřbitov (Čtvery hony) – Obřanská, škola (Obřanská, u školy) – Proškovo náměstí – Maloměřice (Maloměřický most) – Tomkovo náměstí – Náměstí Republiky – Nováčkova (Vozovna Husovice) – Mostecká – Trávníčkova – Tkalcovská – Körnerova – Malinovského náměstí – Česká – Grohova – Konečného náměstí – Technika (pouze tam; Rybkova) – Tábor – Mezníkova (pouze tam; Králova) – Burianovo náměstí – Blatného (Mozolky) – Rosického náměstí – Jundrovská (Vozovna Komín) – Svratecká – Branka – Podlesí – Kamenolom – Bystrc (Zoologická zahrada) | [ 15 ]        |
| 11. července 1983  | prodloužení | Obřany (Obřany, Babická) – Obřany, most (Obřanský most) – Obřanská, hřbitov (Čtvery hony) – Obřanská, škola (Obřanská, u školy) – Proškovo náměstí – Maloměřice, most (Maloměřický most) – Tomkovo náměstí – Náměstí Republiky – Nováčkova (Vozovna Husovice) – Mostecká – Trávníčkova – Tkalcovská – Körnerova – Malinovského náměstí (pouze zpět) – Malinovského náměstí – Janáčkovo divadlo – Česká – Grohova – Konečného náměstí – Technika (Rybkova) – Tábor – Mezníkova (pouze tam; Králova) – Burianovo náměstí – Blatného (Mozolky) – Rosického náměstí (pouze tam, křižovatka Horova × Královopolská) – Sochorova (Rosického náměstí) – Jundrovská (Vozovna Komín) – Svratecká – Branka – Podlesí – Kamenolom – Zoo (Zoologická zahrada) – Přístaviště – Bystrc, Rakovec (Bystrc, Rakovecká)                                                              | [ 47 ] [ 48 ] |
| 3. července 1984   | prodloužení | Obřany (Obřany, Babická) – Obřany, most (Obřanský most) – Obřanská, hřbitov (Čtvery hony) – Obřanská, škola (Obřanská, u školy) – Proškovo náměstí – Maloměřice, most (Maloměřický most) – Tomkovo náměstí – Náměstí Republiky – Nováčkova (Vozovna Husovice) – Mostecká – Trávníčkova – Tkalcovská – Körnerova – Malinovského náměstí (pouze zpět, není uvedena v jízdním řádu 1990) – Malinovského náměstí – Janáčkovo divadlo – Česká – Grohova – Konečného náměstí – Rybkova – Tábor – Mezníkova (pouze tam; Králova) – Burianovo náměstí – Mozolky – Rosického náměstí (pouze tam, křižovatka Horova × Královopolská, není uvedena v jízdním řádu 1991) – Sochorova (Rosického náměstí) – Jundrovská (Vozovna Komín) – Svratecká – Branka – Podlesí – Kamenolom – Zoo (Zoologická zahrada) – Přístaviště – Kubíčkova – Ondrouškova – Bystrc (Bystrc, Ečerova) | [ 39 ]        |
| 2. září 1995       | změna trasy | Židenice, Stará osada – Kuldova – Zábrdovice (Vojenská nemocnice) – Jugoslávská – Dětská nemocnice – Náměstí 28. října – Moravské náměstí – Česká – Grohova – Konečného náměstí – Rybkova – Tábor – Králova (pouze tam) – Burianovo náměstí – Mozolky/Horova (Mozolky) – Sochorova (Rosického náměstí) – Jundrovská (Vozovna Komín) – Svratecká – Branka – Podlesí – Kamenolom – Zoologická zahrada – Přístaviště – Bystrc, Rakovecká | [ 17 ]        |
| 1. února 1997      | zkrácení | Židenice, Stará osada – Kuldova – Zábrdovice (Vojenská nemocnice) – Jugoslávská – Dětská nemocnice – Náměstí 28. října – Moravské náměstí – Česká – Grohova – Konečného náměstí – Rybkova – Tábor – Králova (pouze tam) – Burianovo náměstí – Mozolky/Horova (Mozolky) – Sochorova (Rosického náměstí) – Jundrovská (Vozovna Komín) – Komín (Komín, smyčka) | [ 49 ]        |
| 1. září 1997       | prodloužení | Židenice, Stará osada – Kuldova – Zábrdovice (Vojenská nemocnice) – Jugoslávská – Dětská nemocnice – Náměstí 28. října – Moravské náměstí – Česká – Grohova – Konečného náměstí – Rybkova – Tábor – Králova (pouze tam) – Burianovo náměstí – Mozolky (do 30. srpna 1998 Mozolky/Horova) – Sochorova (Rosického náměstí) – Jundrovská (Vozovna Komín) – Svratecká – Branka – Podlesí – Kamenolom – Zoologická zahrada – Přístaviště – Bystrc, Rakovecká | [ 49 ]        |
| 1. září 2000       | prodloužení | Židenice, Stará osada – Kuldova – Vojenská nemocnice (do 31. srpna 2001 Zábrdovice) – Jugoslávská – Dětská nemocnice – Náměstí 28. října – Moravské náměstí – Česká – Grohova – Konečného náměstí – Rybkova – Tábor – Králova (pouze tam) – Burianovo náměstí – Mozolky – Rosického náměstí (do 8. prosince 2007 Sochorova) – Vozovna Komín (do 31. srpna 2001 Jundrovská) – Svratecká – Branka – Podlesí – Kamenolom – Zoologická zahrada – Přístaviště – Kubíčkova – Ondrouškova – Bystrc, Ečerova | [ 52 ]        |
| 1. ledna 2013      | zkrácení | Židenice, Stará osada – Kuldova – Vojenská nemocnice – Jugoslávská – Dětská nemocnice – Náměstí 28. října – Moravské náměstí – Česká – Grohova – Konečného náměstí – Rybkova – Tábor – Králova (pouze tam) – Burianovo náměstí – Mozolky – Rosického náměstí – Sochorova (zřízena 1. září 2022) – Vozovna Komín – Svratecká – Branka – Podlesí – Kamenolom – Zoologická zahrada – Přístaviště – Bystrc, Rakovecká | [ 18 ]        |
|                    | výluka od 15. března 2014 do 26. června 2015: linka 3: Židenice, Stará osada – … – Vojenská nemocnice – Tkalcovská – Körnerova – Malinovského náměstí – Janáčkovo divadlo – Česká – … – Bystrc, Rakovecká linka x3: Dětská nemocnice – Jugoslávská – Tkalcovská – Körnerova – Malinovského náměstí – Janáčkovo divadlo – Česká – … – Bystrc, Rakovecká | výluka od 15. března 2014 do 26. června 2015: linka 3: Židenice, Stará osada – … – Vojenská nemocnice – Tkalcovská – Körnerova – Malinovského náměstí – Janáčkovo divadlo – Česká – … – Bystrc, Rakovecká linka x3: Dětská nemocnice – Jugoslávská – Tkalcovská – Körnerova – Malinovského náměstí – Janáčkovo divadlo – Česká – … – Bystrc, Rakovecká | [ 54 ] [ 55 ] |
|                    | výluka od 27. června 2015 do 31. srpna 2016: Židenice, Stará osada – … – Tábor | výluka od 27. června 2015 do 31. srpna 2016: Židenice, Stará osada – … – Tábor | [ 56 ]        |
|                    | výluka od 22. října 2018 do 28. června 2019: Francouzská – Jugoslávská – … – Bystrc, Rakovecká | výluka od 22. října 2018 do 28. června 2019: Francouzská – Jugoslávská – … – Bystrc, Rakovecká | [ 44 ]        |

### Linka 4
| Od data           | Změna | Trasa | Zdroj         |
| ----------------- | --- | --- | ------------- |
| 6. října 1900     | zahájení provozu | Velké náměstí (Náměstí Svobody) – Městské divadlo (Malinovského náměstí) – Zábrdovice (před mostem přes Svitavu) | [ 22 ]        |
| 2. prosince 1902  | prodloužení | Údolní (Obilní trh) – Lažanského náměstí (Česká) – Velké náměstí (Náměstí Svobody) – … – Zábrdovice (před mostem přes Svitavu) | [ 45 ]        |
| 30. prosince 1902 | prodloužení | Úřednická čtvrť (Všetičkova) – Údolní (Obilní trh) – … – Zábrdovice (před mostem přes Svitavu) | [ 45 ]        |
| 2. března 1903    | zkrácení | Velké náměstí (Náměstí Svobody) – … – Zábrdovice (před mostem přes Svitavu) | [ 32 ]        |
| 12. července 1903 | prodloužení | Úřednická čtvrť (Všetičkova) – Velké náměstí (Náměstí Svobody) – … – Zábrdovice (před mostem přes Svitavu) | [ 32 ]        |
| 23. května 1915   | změna trasy | Úřednická čtvrť (Všetičkova) – Velké náměstí (Náměstí Svobody) – Nádraží (Hlavní nádraží) – Křenová – Jatky (ulice Masná) | [ 46 ]        |
| 15. dubna 1921    | změna trasy | Oděvní skladiště (mezi zastávkami Jungmannova a Kartouzská) – Lažanského náměstí (Moravské náměstí) – Náměstí Svobody – Nádraží (Hlavní nádraží) – Křenová – Masná | [ 3 ]         |
| 15. dubna 1922    | změna trasy | Tivoli (Konečného náměstí) – Česká – Lažanského náměstí (Moravské náměstí) – … – Masná | [ 3 ]         |
| 6. června 1922    | změna trasy | Úřednická čtvrť (Všetičkova) – Velké náměstí (Náměstí Svobody) – Nádraží (Hlavní nádraží) – Křenová – Jatky (ulice Masná) | [ 3 ]         |
| 25. ledna 1926    | změna trasy | Úřednická čtvrť (Všetičkova) – … – Masná – Juliánov (křižovatka Táborská × Nezamyslova) | [ 4 ]         |
| 27. října 1928    | prodloužení | Úřednická čtvrť (Všetičkova) – … – Palackého (Geislerova) – Juliánov (křižovatka Táborská × Potácelova) | [ 33 ]        |
| 29. června 1929   | prodloužení | Masarykova čtvrť (Masarykova čtvrť, náměstí Míru) – Liliová (Všetičkova) – … – Juliánov (křižovatka Táborská × Potácelova) | [ 33 ]        |
| 20. srpna 1939    | prodloužení | Úřednická čtvrť (Masarykova čtvrť, náměstí Míru) – … – Dobrovského (Potácelova) – Juliánov | [ 35 ]        |
| 2. června 1946    | změna trasy | Masarykova čtvrť (Masarykova čtvrť, náměstí Míru) – … – Nádraží (Hlavní nádraží) – Komárov | [ 8 ]         |
| 1. května 1952    | změna trasy | Masarykova čtvrť (Masarykova čtvrť, náměstí Míru) – … – Komenského náměstí – Šilingrovo náměstí – Nádraží (Hlavní nádraží) – … – Komárov | [ 38 ]        |
| 21. prosince 1952 | změna trasy | Masarykova čtvrť (Masarykova čtvrť, náměstí Míru) – … – Komenského náměstí – Česká – Náměstí Svobody – Nádraží (Hlavní nádraží) – … – Komárov | [ 38 ]        |
| 1. září 1958      | změna trasy | Jiráskova čtvrť (Masarykova čtvrť, náměstí Míru) – … – Komenského náměstí – Šilingrovo náměstí – Nádraží (Hlavní nádraží) – … – Komárov | [ 9 ]         |
| 1975              | (trasa) | Jiráskova čtvrť (Masarykova čtvrť, náměstí Míru) – Heinrichova – Všetičkova – Úvoz – Náměstí Sovětských hrdinů (Obilní trh) – Komenského náměstí – Šilingrovo náměstí – Nové sady – Hlavní nádraží – Uhelná (Úzká) – Zvonařka – Kovářská – Brněnská (Svatopetrská) – Komárov, most (Konopná) – Komárov | [ 24 ]        |
| 17. září 1979     | zkrácení | Jiráskova čtvrť (Masarykova čtvrť, náměstí Míru) – Heinrichova – Všetičkova – Úvoz – Náměstí Sovětských hrdinů (Obilní trh) – Komenského náměstí – Šilingrovo náměstí – Nové sady – Hlavní nádraží – Uhelná (Úzká) – Zvonařka | [ 57 ]        |
| 10. března 1980   | prodloužení | Jiráskova čtvrť (Masarykova čtvrť, náměstí Míru) – Heinrichova – Všetičkova – Úvoz – Náměstí Sovětských hrdinů (Obilní trh) – Komenského náměstí – Šilingrovo náměstí – Nové sady (na plánech města 1983 a 1984 pouze tam) – Hlavní nádraží – Uhelná (Úzká) – Zvonařka – Kovářská – Brněnská (Svatopetrská) – Komárov, most (na plánech města 1983 a 1984 jako Svatopetrská, dnes Konopná) – Komárov | [ 24 ] [ 57 ] |
| 1. června 1986    | změna trasy | Jiráskova čtvrť (Masarykova čtvrť, náměstí Míru) – Heinrichova (na plánu města 1988 pouze tam) – Všetičkova – Úvoz – Náměstí Sovětských hrdinů (Obilní trh) – Komenského náměstí – Česká – Náměstí Svobody – Hlavní nádraží – Náměstí Rovnosti (Úzká) – Zvonařka – Kovářská – Brněnská (Svatopetrská) – Svatopetrská (Konopná) – Komárov | [ 14 ]        |
| 8. července 1989  | změna trasy | Jiráskova čtvrť (Masarykova čtvrť, náměstí Míru) – Heinrichova (pouze tam) – Všetičkova – Úvoz – Náměstí Sovětských hrdinů (v jízdním řádu 1990 Obilní trh) – Komenského náměstí – Česká – Náměstí Svobody – Hlavní nádraží – Vlhká – Šmeralovy závody (Masná) – Olomoucká (Životského) – Geislerova – Buzkova – Ševčíkova (Otakara Ševčíka) – Dělnický dům – Hybešova čtvrť (v jízdním řádu 1990 jako Židenice, poliklinika, dnes Juliánov) | [ 58 ]        |
|                   | výluka od 11. prosince 1992 do 24. srpna 1994: linka 4: Masarykova čtvrť (Masarykova čtvrť, náměstí Míru) – … – Náměstí Svobody linka 4J: Malinovského náměstí – Hlavní nádraží – … – Juliánov                         | výluka od 11. prosince 1992 do 24. srpna 1994: linka 4: Masarykova čtvrť (Masarykova čtvrť, náměstí Míru) – … – Náměstí Svobody linka 4J: Malinovského náměstí – Hlavní nádraží – … – Juliánov | [ 59 ]        |
|                   | výluka od 25. srpna 1994 do 16. července 1995: Masarykova čtvrť (Masarykova čtvrť, náměstí Míru) – … – Dělnický dům | výluka od 25. srpna 1994 do 16. července 1995: Masarykova čtvrť (Masarykova čtvrť, náměstí Míru) – … – Dělnický dům | [ 17 ]        |
| 2. září 1995      | změna trasy | Masarykova čtvrť (Masarykova čtvrť, náměstí Míru) – Heinrichova (pouze tam) – Všetičkova – Úvoz – Obilní trh – Komenského náměstí – Česká – Náměstí Svobody – Orlí (Zelný trh) – Hlavní nádraží – Malinovského náměstí – Körnerova – Tkalcovská – Trávníčkova – Mostecká – Nováčkova (Vozovna Husovice) – Náměstí Republiky – Tomkovo náměstí – Cacovická (pouze zpět) – Maloměřický most – Proškovo náměstí – Obřanská, u školy (do 31. srpna 1999 Obřanská, škola) – Čtvery hony – Obřanský most – Obřany (Obřany, Babická) | [ 17 ]        |
|                   | výluka od 1. června 1996 do 5. června 1997: Masarykova čtvrť (Masarykova čtvrť, náměstí Míru) – … – Maloměřický most                                                                                                   | výluka od 1. června 1996 do 5. června 1997: Masarykova čtvrť (Masarykova čtvrť, náměstí Míru) – … – Maloměřický most | [ 49 ]        |
| 1. února 1999     | změna trasy | Masarykova čtvrť, náměstí Míru (do 31. srpna 2001 Masarykova čtvrť) – Heinrichova (pouze tam) – Všetičkova – Úvoz – Obilní trh – Komenského náměstí – Šilingrovo náměstí (pouze tam) – Nové sady (pouze tam) – Hlavní nádraží (pouze tam) – Česká (pouze zpět) – Janáčkovo divadlo (pouze zpět) – Malinovského náměstí – Körnerova – Tkalcovská – Trávníčkova – Mostecká – Vozovna Husovice (do 31. srpna 2001 Nováčkova) – Náměstí Republiky – Tomkovo náměstí – Cacovická (pouze zpět) – Maloměřický most – Proškovo náměstí – Obřanská, u školy – Čtvery hony – Obřanský most – Obřany, Babická (do 10. prosince 2005 Obřany) | [ 61 ]        |
| 1. listopadu 2006 | změna trasy | Masarykova čtvrť, náměstí Míru – Heinrichova (pouze tam) – Všetičkova – Úvoz – Obilní trh – Komenského náměstí – Česká – Náměstí Svobody – Zelný trh (do 31. října 2006 Orlí) – Hlavní nádraží – Malinovského náměstí – Körnerova – Tkalcovská – Trávníčkova – Mostecká – Vozovna Husovice – Náměstí Republiky – Tomkovo náměstí – Cacovická (pouze zpět, zrušena 26. dubna 2024) – Maloměřický most – Proškovo náměstí – Obřanská, u školy – Čtvery hony – Obřanský most – Obřany, Babická | [ 62 ]        |
|                   | výluka od 15. ledna 2008 do 13. prosince 2008: Masarykova čtvrť, náměstí Míru – … – Maloměřický most | výluka od 15. ledna 2008 do 13. prosince 2008: Masarykova čtvrť, náměstí Míru – … – Maloměřický most | [ 64 ] [ 65 ] |
|                   | výluka od 1. září 2010 do 30. června 2011: Mendlovo náměstí – Nemocnice u sv. Anny – Šilingrovo náměstí – Česká – … – Obřany, Babická                                                                                  | výluka od 1. září 2010 do 30. června 2011: Mendlovo náměstí – Nemocnice u sv. Anny – Šilingrovo náměstí – Česká – … – Obřany, Babická | [ 66 ] [ 67 ] |
|                   | výluka od 11. září 2017 do 30. dubna 2018: Masarykova čtvrť, náměstí Míru – … – Tomkovo náměstí | výluka od 11. září 2017 do 30. dubna 2018: Masarykova čtvrť, náměstí Míru – … – Tomkovo náměstí | [ 68 ]        |
|                   | výluka od 1. května 2018 do 29. června 2018: Úvoz – … – Tomkovo náměstí | výluka od 1. května 2018 do 29. června 2018: Úvoz – … – Tomkovo náměstí | [ 68 ] [ 69 ] |
|                   | výluka od 30. června 2018 do 31. května 2019: Úvoz – … – Obřany, Babická | výluka od 30. června 2018 do 31. května 2019: Úvoz – … – Obřany, Babická | [ 69 ]        |
|                   | výluka od 1. července 2023 do 26. dubna 2024: Masarykova čtvrť, náměstí Míru – … – Tomkovo náměstí | výluka od 1. července 2023 do 26. dubna 2024: Masarykova čtvrť, náměstí Míru – … – Tomkovo náměstí | [ 70 ] [ 63 ] |
|                   | výluka od 1. září 2024: Obřany, Babická – … – Malinovského náměstí – Česká (pouze tam) – Náměstí Svobody (pouze tam) – Zelný trh (pouze tam) – Hlavní nádraží (pouze tam) – Malinovského náměstí – … – Obřany, Babická | výluka od 1. září 2024: Obřany, Babická – … – Malinovského náměstí – Česká (pouze tam) – Náměstí Svobody (pouze tam) – Zelný trh (pouze tam) – Hlavní nádraží (pouze tam) – Malinovského náměstí – … – Obřany, Babická | [ 71 ]        |

### Linka 5
| Od data            | Změna | Trasa | Zdroj         |
| ------------------ | --- | --- | ------------- |
| 2. února 1901      | zahájení provozu | Křenová (křižovatka Koliště × Křenová × Dornych) – Arnoldova (Zvonařka) – Komárov (před křižovatkou Dornych × Svatopetrská) | [ 45 ]        |
| 2. března 1903     | prodloužení | Úřednická čtvrť (Všetičkova) – Velké náměstí (Náměstí Svobody) – Křenová (křižovatka Koliště × Křenová × Dornych) – … – Komárov (před křižovatkou Dornych × Svatopetrská). | [ 32 ]        |
| 12. července 1903  | změna trasy | Sadová (křižovatka Drobného × Lužánecká × Antonína Slavíka) – Kiosk (Moravské náměstí) – Velké náměstí (Náměstí Svobody) – … – Komárov (před křižovatkou Dornych × Svatopetrská) | [ 32 ]        |
| 18. ledna 1906     | prodloužení | Sadová (křižovatka Drobného × Lužánecká × Antonína Slavíka) – … – Komárov-pošta (před křižovatkou Dornych × Svatopetrská) – Komárov (křižovatka Svatopetrská × Konopná) | [ 72 ]        |
| 1. listopadu 1930  | prodloužení | Sadová (křižovatka Drobného × Lužánecká × Antonína Slavíka) – … – Komárov, most (křižovatka Svatopetrská × Konopná) – Komárov | [ 23 ]        |
| 20. listopadu 1940 | změna trasy | Sadová (křižovatka Drobného × Lužánecká × Antonína Slavíka) – … – Křenová (křižovatka Koliště × Křenová × Dornych) – Nové Černovice (Geislerova) | [ 73 ]        |
| 29. listopadu 1942 | linka zrušena | — | [ 36 ]        |
| 3. července 1949   | obnovení provozu | Štefánikova čtvrť – Jugoslávská – Sady Osvobození (Moravské náměstí) – Šilingrovo náměstí – Hlavní nádraží – Táborská (Geislerova) – Juliánov | [ 37 ]        |
| 1975               | (trasa) | Fučíkova čtvrť (Štefánikova čtvrť) – Náměstí Emanuela Barši (Venhudova) – Zdráhalova – Jugoslávská – Dětská nemocnice – Náměstí 28. října – Sady Osvobození (Moravské náměstí) – Česká – Šilingrovo náměstí – Nové sady (na plánech města 1983 a 1984 pouze tam) – Hlavní nádraží – Vlhká – Šmeralovy závody (Masná) – Olomoucká (Životského) – Geislerova – Buzkova – Ševčíkova (Otakara Ševčíka) – Dělnický dům – Hybešova čtvrť (Juliánov) | [ 24 ]        |
| 8. července 1989   | změna trasy | Fučíkova čtvrť (Štefánikova čtvrť) – Náměstí Emanuela Barši (v jízdním řádu 1990 již jako Venhudova) – Zdráhalova – Jugoslávská – Dětská nemocnice – Náměstí 28. října – Sady Osvobození (v jízdním řádu 1990 již jako Moravské náměstí) – Česká – Šilingrovo náměstí – Nové sady – Hlavní nádraží – Náměstí Rovnosti (Úzká) – Zvonařka | [ 58 ]        |
| 2. září 1995       | změna trasy | Štefánikova čtvrť – Venhudova – Zdráhalova – Jugoslávská – Dětská nemocnice – Náměstí 28. října – Moravské náměstí – Česká – Šilingrovo náměstí – Nemocnice u sv. Anny – Mendlovo náměstí – Poříčí – Nemocnice Milosrdných bratří (do 29. června 2007 Polní) – Celní – Krematorium – Běloruská – Švermova – Osová – Dunajská – Starý Lískovec, smyčka (do 31. srpna 2000 Starý Lískovec)                                                      | [ 17 ]        |
|                    | výluka od 28. června 2008 do 30. srpna 2009: Štefánikova čtvrť – … – Česká – Náměstí Svobody – Zelný trh – Hlavní nádraží – Nové sady – Hybešova – Václavská – Poříčí – … – Starý Lískovec, smyčka | výluka od 28. června 2008 do 30. srpna 2009: Štefánikova čtvrť – … – Česká – Náměstí Svobody – Zelný trh – Hlavní nádraží – Nové sady – Hybešova – Václavská – Poříčí – … – Starý Lískovec, smyčka | [ 74 ] [ 75 ] |
| 31. srpna 2009     | změna trasy | Štefánikova čtvrť – Venhudova – Zdráhalova – Jugoslávská – Dětská nemocnice – Náměstí 28. října – Moravské náměstí – Česká – Šilingrovo náměstí – Nemocnice u sv. Anny – Mendlovo náměstí – Poříčí – Nemocnice Milosrdných bratří – Celní – Hluboká – Ústřední hřbitov – Ústřední hřbitov, smyčka | [ 75 ]        |
|                    | výluka od 15. března 2014 do 26. června 2015: Štefánikova čtvrť – … – Jugoslávská – Tkalcovská – Körnerova – Malinovského náměstí – Janáčkovo divadlo – Česká – … – Ústřední hřbitov, smyčka       | výluka od 15. března 2014 do 26. června 2015: Štefánikova čtvrť – … – Jugoslávská – Tkalcovská – Körnerova – Malinovského náměstí – Janáčkovo divadlo – Česká – … – Ústřední hřbitov, smyčka | [ 55 ] [ 54 ] |

### Linka 6
| Od data           | Změna | Trasa | Zdroj         |
| ----------------- | --- | --- | ------------- |
| 15. dubna 1921    | zahájení provozu | Úřednická čtvrť (Všetičkova) – Náměstí Svobody – Nádraží (Hlavní nádraží) – Křenová – Jatky (ulice Masná) | [ 46 ]        |
| 6. června 1922    | linka zrušena | — | [ 46 ]        |
| 2. května 1926    | obnovení provozu | Řečkovice – Semilasso – Lažanského náměstí (Moravské náměstí) – Náměstí Svobody (pouze tam) – Městské divadlo (Malinovského náměstí; pouze zpět) – Nádraží (Hlavní nádraží) | [ 4 ]         |
| 15. dubna 1927    | změna trasy | Řečkovice – … – Lažanského náměstí (Moravské náměstí) – Městské divadlo (Malinovského náměstí) – Nádraží (Hlavní nádraží) – Náměstí Svobody – V táboře (Tábor) | [ 33 ]        |
| 15. června 1927   | prodloužení | Řečkovice – … – V táboře (Tábor) – Havlíčkova (Burianovo náměstí) | [ 33 ]        |
| 24. června 1927   | změna trasy | Řečkovice – … – Lažanského náměstí (Moravské náměstí) – Městské divadlo (Malinovského náměstí; pouze tam) – Náměstí Svobody (pouze zpět) – Nádraží (Hlavní nádraží) | [ 33 ]        |
| 15. října 1931    | prodloužení | Řečkovice – … – Lažanského náměstí (Moravské náměstí) – Městské divadlo (Malinovského náměstí) – Nádraží (Hlavní nádraží) – Starobrněnské lázně (Mendlovo náměstí) – Pisárky | [ 23 ]        |
| 1. května 1932    | zkrácení | Královo Pole (Semilasso) – Lažanského náměstí (Moravské náměstí) – … – Pisárky | [ 76 ]        |
| 8. prosince 1938  | změna trasy | Královo Pole (Semilasso) – … – Václavská – Vídeňská (Celní) – Ústřední hřbitov – Horní Heršpice (Bohunická; úsek Ústřední hřbitov, smyčka – Horní Heršpice obsluhován kyvadlově samostatnými vlaky) | [ 35 ]        |
| 28. října 1945    | změna trasy | Královo Pole (Semilasso) – … – Václavská – Starobrněnské lázně (Mendlovo náměstí) – Pisárky | [ 77 ]        |
| 13. prosince 1952 | prodloužení | Královo Pole, nádraží – Semilasso – … – Pisárky | [ 38 ]        |
| 29. března 1964   | změna trasy | Královo Pole, nádraží – … – Sady Osvobození (Moravské náměstí) – Česká – Šilingrovo náměstí – Mendlovo náměstí – Ústřední hřbitov – Horní Heršpice (za zastávkou Ořechovská) | [ 10 ]        |
| 1975              | (trasa) | Královo Pole, nádraží – Semilasso – Husitská – Jungmannova – Veterinární škola (Kartouzská) – Šumavská – Hrnčířská – Pionýrská – Antonínská – Sady Osvobození (Moravské náměstí) – Česká – Šilingrovo náměstí – Fakultní nemocnice (Nemocnice u sv. Anny) – Mendlovo náměstí – Poříčí – Polní (Nemocnice Milosrdných bratří) – Celní – Hluboká – Ústřední hřbitov – Ústřední hřbitov, smyčka – Bohunická – Ořechovská – Horní Heršpice (za zastávkou Ořechovská) | [ 24 ]        |
| 22. prosince 1977 | prodloužení | Královo Pole, nádraží – Semilasso – Husitská – Jungmannova – Veterinární škola (Kartouzská) – Šumavská – Hrnčířská – Pionýrská – Antonínská – Sady Osvobození (Moravské náměstí) – Česká – Šilingrovo náměstí – Fakultní nemocnice (Nemocnice u sv. Anny) – Mendlovo náměstí – Poříčí – Polní (Nemocnice Milosrdných bratří) – Celní – Hluboká – Ústřední hřbitov – Ústřední hřbitov, smyčka – Bohunická – Elektrotechnické závody (Ořechovská) – Ospap (Moravanské lány) – Ingstav (Moravanská) – Korek (Modřická cihelna) – Modřice, Tyršova – Modřice (Modřice, smyčka) | [ 12 ]        |
| 1. května 1980    | změna trasy | Královo Pole, nádraží – Semilasso – Husitská – Jungmannova – Veterinární škola (Kartouzská) – Šumavská – Hrnčířská – Pionýrská – Antonínská – Sady Osvobození (Moravské náměstí) – Česká – Šilingrovo náměstí – Fakultní nemocnice (Nemocnice u sv. Anny) – Mendlovo náměstí – Poříčí – Polní (Nemocnice Milosrdných bratří) – Celní – Krematorium – Běloruská – Bohunice (Švermova) | [ 57 ]        |
| 9. května 1982    | prodloužení | Královo Pole, nádraží – Semilasso – Husitská – Jungmannova – Veterinární škola (Kartouzská) – Šumavská – Hrnčířská – Pionýrská – Antonínská – Sady Osvobození (Moravské náměstí) – Česká – Šilingrovo náměstí – Fakultní nemocnice (Nemocnice u sv. Anny) – Mendlovo náměstí – Poříčí – Polní (Nemocnice Milosrdných bratří) – Celní – Krematorium – Běloruská – Švermova – Harusova (Osová) – Kirovova (Dunajská) – Bohunice (Starý Lískovec, smyčka; zastávka zprovozněna 1983–1984)                                                                                     | [ 78 ]        |
|                   | výluka od 1. června 1984 do 31. srpna 1987: Královo Pole, vozovna (Vozovna Medlánky) – Hudcova – Tylova – Semilasso – … – Bohunice (Starý Lískovec, smyčka)                                                                                               | výluka od 1. června 1984 do 31. srpna 1987: Královo Pole, vozovna (Vozovna Medlánky) – Hudcova – Tylova – Semilasso – … – Bohunice (Starý Lískovec, smyčka) | [ 47 ] [ 58 ] |
| 2. září 1995      | změna trasy | Královo Pole, nádraží – Semilasso – Husitská – Jungmannova – Kartouzská – Šumavská – Hrnčířská – Pionýrská – Antonínská – Moravské náměstí – Česká – Šilingrovo náměstí – Nemocnice u sv. Anny – Mendlovo náměstí – Poříčí – Polní (Nemocnice Milosrdných bratří) – Celní – Hluboká – Ústřední hřbitov – Bohunická – Ořechovská – Moravanské lány – Moravanská – Modřice, cihelna (Modřická cihelna) – Modřice, Tyršova – Modřice (Modřice, smyčka) | [ 17 ]        |
| 1. ledna 2004     | zkrácení | Královo Pole, nádraží – Semilasso – Husitská – Jungmannova – Kartouzská – Šumavská – Hrnčířská – Pionýrská – Antonínská – Moravské náměstí – Česká – Šilingrovo náměstí – Nemocnice u sv. Anny – Mendlovo náměstí – Poříčí – Nemocnice Milosrdných bratří (do 29. června 2007 Polní) – Celní – Hluboká – Ústřední hřbitov – Ústřední hřbitov, smyčka | [ 79 ]        |
|                   | výluka od 28. června 2008 do 30. srpna 2009: Královo Pole, nádraží – … – Moravské náměstí – Česká (pouze tam) – Náměstí Svobody (pouze tam) – Zelný trh (pouze tam) – Janáčkovo divadlo (pouze zpět) – Malinovského náměstí (pouze zpět) – Hlavní nádraží | výluka od 28. června 2008 do 30. srpna 2009: Královo Pole, nádraží – … – Moravské náměstí – Česká (pouze tam) – Náměstí Svobody (pouze tam) – Zelný trh (pouze tam) – Janáčkovo divadlo (pouze zpět) – Malinovského náměstí (pouze zpět) – Hlavní nádraží | [ 74 ] [ 75 ] |
| 31. srpna 2009    | změna trasy | Královo Pole, nádraží – Semilasso – Husitská – Jungmannova – Kartouzská – Šumavská – Hrnčířská – Pionýrská – Antonínská – Moravské náměstí – Česká – Šilingrovo náměstí – Nemocnice u sv. Anny – Mendlovo náměstí – Poříčí – Nemocnice Milosrdných bratří – Celní – Krematorium – Běloruská – Švermova – Osová – Karpatská (zřízena 11. prosince 2022) – Dunajská – Starý Lískovec, smyčka | [ 75 ]        |

### Linka 7
| Od data           | Změna | Trasa | Zdroj  |
| ----------------- | --- | --- | ------ |
| 1. května 1932    | zahájení provozu | Žabovřesky (Rosického náměstí) – Tivoli (Konečného náměstí) – Lažanského náměstí (Česká) – Náměstí Svobody – Městské divadlo (Malinovského náměstí) – Bratislavská (Tkalcovská) – Štefanikova (Vozovna Husovice) – Maloměřice-most (na ulici Valchařské) | [ 76 ] |
| 20. září 1939     | prodloužení | Žabovřesky (Rosického náměstí) – Maloměřice-most (Maloměřický most) | [ 35 ] |
| 22. prosinec 1939 | prodloužení | Žabovřesky (na konci ulice Sochorovy)– Žerotínovo náměstí (Rosického náměstí) – … – Maloměřice-most (Maloměřický most) | [ 35 ] |
| 23. května 1948   | změna trasy | Komín (Branka) – Žerotínovo náměstí (Rosického náměstí) – … – Maloměřice, most (Maloměřický most) | [ 37 ] |
| 1. září 1958      | změna trasy | Komín (Branka) – … – Náměstí Svobody – Hlavní nádraží – Divadlo (Malinovského náměstí) – … – Maloměřice, most (Maloměřický most) | [ 9 ]  |
| 1. srpna 1960     | změna trasy | Komín (Branka) – … – Česká – Sady Osvobození (Moravské náměstí) – Divadlo (Malinovského náměstí) – … – Maloměřice, most (Maloměřický most) | [ 9 ]  |
| 29. března 1964   | změna trasy | Královo Pole, nádraží – Semilasso – Sady Osvobození (Moravské náměstí) – Divadlo (Malinovského náměstí) – … – Maloměřice, most (Maloměřický most) | [ 10 ] |
| 5. října 1964     | změna trasy | Řečkovice – Semilasso – … – Maloměřice, most (Maloměřický most) | [ 10 ] |
| 1975              | (trasa) | Řečkovice – Filkukova – Kořískova – Vozovna Královo Pole (na plánu města 1983 již jako Hudcova) – Tylova – Semilasso – Husitská – Jungmannova – Veterinární škola (Kartouzská) – Šumavská – Hrnčířská – Pionýrská – Antonínská – Sady Osvobození (Moravské náměstí) – Malinovského náměstí – Körnerova – Tkalcovská – Trávníčkova – Mostecká – Nováčkova (Vozovna Husovice) – Náměstí Republiky – Dukelská (Tomkovo náměstí) – Maloměřice, most (Maloměřický most) | [ 24 ] |
| 1. ledna 1976     | zkrácení | Královo Pole, vozovna (Vozovna Medlánky) – Tylova – Semilasso – Husitská – Jungmannova – Veterinární škola (Kartouzská) – Šumavská – Hrnčířská – Pionýrská – Antonínská – Sady Osvobození (Moravské náměstí) – Malinovského náměstí – Körnerova – Tkalcovská – Trávníčkova – Mostecká – Nováčkova (Vozovna Husovice) – Náměstí Republiky – Dukelská (Tomkovo náměstí) – Maloměřice, most (Maloměřický most) | [ 81 ] |
| 1. dubna 1978     | prodloužení | Řečkovice – Filkukova – Kořískova – Vozovna Královo Pole (na plánu města 1983 již jako Hudcova) – Tylova – Semilasso – Husitská – Jungmannova – Veterinární škola (Kartouzská) – Šumavská – Hrnčířská – Pionýrská – Antonínská – Sady Osvobození (Moravské náměstí) – Janáčkovo divadlo (v provozu na plánech města 1983, 1984 a 1988) – Malinovského náměstí – Malinovského náměstí (v provozu na plánech města 1983, 1984 a 1988) – Körnerova – Tkalcovská – Trávníčkova – Mostecká – Nováčkova (Vozovna Husovice) – Náměstí Republiky – Dukelská (v jízdním řádu 1980 již jako Tomkovo náměstí) – Maloměřice, most (v jízdním řádu 1980 jako Maloměřice, dnes Maloměřický most) | [ 12 ] |
| 4. září 1989      | změna trasy | Řečkovice – Filkukova – Kořískova – Hudcova – Tylova – Semilasso – Husitská – Jungmannova – Veterinární škola (Kartouzská) – Šumavská – Hrnčířská – Pionýrská – Antonínská – Sady Osvobození (v jízdním řádu 1990 již jako Moravské náměstí) – Malinovského náměstí – Hlavní nádraží – Nové sady – Hybešova – Václavská – Poříčí – Polní (Nemocnice Milosrdných bratří) – Celní – Krematorium – Švermova – Harusova (Osová) – Kirovova (Dunajská) – Bohunice (Starý Lískovec, smyčka) | [ 58 ] |
| 20. prosinec 1994 | změna trasy | Řečkovice – Filkukova – Kořískova – Hudcova – Tylova – Semilasso – Husitská – Jungmannova – Kartouzská – Šumavská – Hrnčířská – Pionýrská – Antonínská – Moravské náměstí – Malinovského náměstí – Hlavní nádraží – Nové sady (Soukenická) – Křídlovická – Vojtova – Vsetínská – Krematorium – Švermova – Osová – Dunajská – Starý Lískovec (Starý Lískovec, smyčka) | [ 17 ] |
| 2. září 1995      | změna trasy | Královo Pole, nádraží – Semilasso – Husitská – Jungmannova – Kartouzská – Šumavská – Hrnčířská – Pionýrská – Antonínská – Moravské náměstí – Janáčkovo divadlo (zřízena 1. září 1999) – Malinovského náměstí – Malinovského náměstí (pouze tam) – Körnerova – Tkalcovská – Vojenská nemocnice (do 31. srpna 2001 Zábrdovice) – Kuldova – Židenice, Stará osada | [ 17 ] |
| 1. ledna 2004     | změna trasy | Královo Pole, nádraží – Semilasso – Husitská – Jungmannova – Kartouzská – Šumavská – Hrnčířská – Pionýrská – Antonínská – Moravské náměstí – Česká – Šilingrovo náměstí – Nemocnice u sv. Anny – Mendlovo náměstí – Poříčí – Polní (Nemocnice Milosrdných bratří) – Celní – Krematorium – Běloruská – Švermova – Osová – Dunajská – Starý Lískovec, smyčka (do 31. srpna 2000 Starý Lískovec) | [ 82 ] |
| 1. září 2004      | zkrácení | Královo Pole, nádraží – Semilasso – Husitská – Jungmannova – Kartouzská – Šumavská – Hrnčířská – Pionýrská – Antonínská – Moravské náměstí – Česká – Šilingrovo náměstí – Nemocnice u sv. Anny – Mendlovo náměstí – Poříčí – Nemocnice Milosrdných bratří (do 29. června 2007 Polní) – Celní – Krematorium – Běloruská – Bohunice, Švermova | [ 83 ] |
|                   | výluka od 28. června 2008 do 31. srpna 2008: Šilingrovo náměstí – … – Bohunice, Švermova                                | výluka od 28. června 2008 do 31. srpna 2008: Šilingrovo náměstí – … – Bohunice, Švermova | [ 74 ] |
|                   | výluka od 1. září 2008 do 30. srpna 2009: Šilingrovo náměstí – … – Švermova – Osová – Dunajská – Starý Lískovec, smyčka | výluka od 1. září 2008 do 30. srpna 2009: Šilingrovo náměstí – … – Švermova – Osová – Dunajská – Starý Lískovec, smyčka | [ 84 ] |
| 31. srpna 2009    | změna trasy | Štefánikova čtvrť – Venhudova – Zdráhalova – Jugoslávská – Dětská nemocnice – Náměstí 28. října – Moravské náměstí – Česká – Šilingrovo náměstí – Nemocnice u sv. Anny – Mendlovo náměstí – Poříčí – Nemocnice Milosrdných bratří – Celní – Krematorium – Běloruská – Bohunice, Švermova | [ 75 ] |
| 1. ledna 2013     | linka zrušena | — | [ 18 ] |
| 20. září 2021     | linka obnovena | Lesná, Čertova rokle – Halasovo náměstí – Fügnerova – Bieblova – Lesnická – Zemědělská – Tomanova – Jugoslávská – Jugoslávská – Tkalcovská – Körnerova – Malinovského náměstí – Hlavní nádraží – Nové sady – Soukenická – Křídlovická – Vojtova – Vsetínská – Krematorium – Běloruská – Bohunice, Švermova | [ 19 ] |
| 11. prosince 2022 | prodloužení | Lesná, Čertova rokle – Halasovo náměstí – Fügnerova – Bieblova – Lesnická – Zemědělská – Tomanova – Jugoslávská – Jugoslávská – Tkalcovská – Körnerova – Malinovského náměstí – Hlavní nádraží – Nové sady – Soukenická – Křídlovická – Vojtova – Vsetínská – Krematorium – Běloruská – Švermova – Osová – Karpatská – Dunajská – Starý Lískovec, smyčka | [ 80 ] |

### Linka 8
| Od data           | Změna            | Trasa | Zdroj  |
| ----------------- | ---------------- | --- | ------ |
| 1. května 1932    | zahájení provozu | Židenice-nádraží (Kuldova) – Bratislavská (Tkalcovská) – Městské divadlo (Malinovského náměstí) – Náměstí Svobody – U městského domu (Šilingrovo náměstí) – Mendlovo náměstí – Vídeňská (Celní) – Ústřední hřbitov, smyčka | [ 76 ] |
| 10. června 1932   | prodloužení      | Židenice, Karlovo náměstí (Svatoplukova) – Židenice-nádraží (Kuldova) – … – Ústřední hřbitov, smyčka | [ 34 ] |
| 8. prosince 1938  | změna trasy      | Židenice, Karlovo náměstí (Svatoplukova) – … – Mendlovo náměstí – Pisárky | [ 35 ] |
| 6. května 1942    | změna trasy      | Židenice, Karlovo náměstí (Svatoplukova) – … – Náměstí Viktoria (Náměstí Svobody) – Německý dům (Česká) – Městský dvůr (Šilingrovo náměstí) – … – Pisárky | [ 36 ] |
| 28. října 1945    | změna trasy      | Židenice, Karlovo náměstí (Svatoplukova) – … – Mendlovo náměstí – Celní – Ústřední hřbitov, smyčka | [ 77 ] |
| 15. prosince 1951 | prodloužení      | Židenice, Karlovo náměstí (Svatoplukova) – … – Ústřední hřbitov – Horní Heršpice (Ořechovská) | [ 38 ] |
| 1. září 1958      | změna trasy      | Židenice, Karlovo náměstí (Svatoplukova) – … – Divadlo (Malinovského náměstí) – Sady Osvobození (Moravské náměstí) – Česká – … – Horní Heršpice (Ořechovská) | [ 9 ]  |
| 8. března 1960    | prodloužení      | Židenice (Karlova) – Karlovo náměstí (Svatoplukova) – … – Horní Heršpice (Ořechovská) | [ 9 ]  |
| 1. ledna 1963     | zkrácení         | Židenice, Karlovo náměstí (Svatoplukova) – … – Horní Heršpice (Ořechovská) | [ 9 ]  |
| 29. března 1964   | změna trasy      | Židenice (Karlova) – Karlovo náměstí (Svatoplukova) – … – Mendlovo náměstí – Pisárky | [ 10 ] |
| 1. května 1968    | prodloužení      | Obřany (Obřany, Babická) – Proškovo náměstí – Židenice (Karlova) – … – Pisárky | [ 85 ] |
| 1975              | (trasa)          | Obřany (Obřany, Babická) – Obřany, most (Obřanská most) – Obřanská, hřbitov (Čtvery hony) – Obřanská, škola (Obřanská, u školy) – Proškovo náměstí – Maloměřice, most (Maloměřický most) – Světlá (křižovatka Karlova × Světlá) – Židenice, kasárna – Svatoplukova – Stará osada – Rokycanova (křižovatka Bubeníčkova × Rokycanova) – Kuldova – Zábrdovice (Vojenská nemocnice) – Tkalcovská – Körnerova – Malinovského náměstí – Česká – Šilingrovo náměstí – Fakultní nemocnice (Nemocnice u sv. Anny) – Mendlovo náměstí – Výstaviště (Výstaviště, hlavní vstup) – Vinařská (Výstaviště, vstup G2) – Lipová (Arena Brno) – Pisárky                                                                                          | [ 24 ] |
| 1. září 1977      | změna trasy      | Obřany (Obřany, Babická) – Obřany, most (Obřanská most) – Obřanská, hřbitov (Čtvery hony) – Obřanská, škola (Obřanská, u školy) – Proškovo náměstí – Židenice (Karlova) – Světlá (křižovatka Karlova × Světlá) – Židenice, kasárna – Svatoplukova – Stará osada – Rokycanova (křižovatka Bubeníčkova × Rokycanova) – Kuldova – Zábrdovice (Vojenská nemocnice) – Jugoslávská – Dětská nemocnice – Náměstí 28. října – Sady Osvobození (Moravské náměstí) – Česká – Šilingrovo náměstí – Fakultní nemocnice (Nemocnice u sv. Anny) – Mendlovo náměstí – Výstaviště (Výstaviště, hlavní vstup) – Vinařská (Výstaviště, vstup G2) – Lipová (Arena Brno) – Pisárky                                                                 | [ 12 ] |
| 3. září 1984      | změna trasy      | Obřany (Obřany, Babická) – Obřany, most (Obřanská most) – Obřanská, hřbitov (Čtvery hony) – Obřanská, škola (Obřanská, u školy) – Proškovo náměstí – Židenice (Karlova) – Světlá (křižovatka Karlova × Světlá) – Židenice, kasárna – Svatoplukova – Stará osada – Rokycanova (křižovatka Bubeníčkova × Rokycanova) – Kuldova – Zábrdovice (Vojenská nemocnice) – Jugoslávská – Dětská nemocnice – Náměstí 28. října – Sady Osvobození (Moravské náměstí) – Česká – Šilingrovo náměstí – Fakultní nemocnice (Nemocnice u sv. Anny) – Mendlovo náměstí – Poříčí – Polní (Nemocnice Milosrdných bratří) – Celní – Krematorium – Běloruská – Švermova – Harusova (Osová) – Kirovova (Dunajská) – Bohunice (Starý Lískovec, smyčka) | [ 13 ] |
| 4. května 1985    | zkrácení         | Stará osada – Kuldova – Zábrdovice (Vojenská nemocnice) – Jugoslávská – Dětská nemocnice – Náměstí 28. října – Sady Osvobození (Moravské náměstí) – Česká – Šilingrovo náměstí – Fakultní nemocnice (Nemocnice u sv. Anny) – Mendlovo náměstí – Poříčí – Polní (Nemocnice Milosrdných bratří) – Celní – Krematorium – Běloruská – Švermova – Harusova (Osová) – Kirovova (Dunajská) – Bohunice (Starý Lískovec, smyčka) | [ 13 ] |
| 3. února 1986     | změna trasy      | Stará osada – Kuldova – Zábrdovice (Vojenská nemocnice) – Tkalcovská – Körnerova – Malinovského náměstí – Hlavní nádraží – Nové sady – Hybešova – Václavská – Poříčí – Polní (Nemocnice Milosrdných bratří) – Celní – Krematorium – Běloruská – Švermova – Harusova (Osová) – Kirovova (Dunajská) – Bohunice (Starý Lískovec, smyčka) | [ 13 ] |
| 20. prosince 1994 | změna trasy      | Stará osada – Kuldova – Zábrdovice (Vojenská nemocnice) – Tkalcovská – Körnerova – Malinovského náměstí – Hlavní nádraží – Nové sady (Soukenická) – Křídlovická – Vojtova – Vsetínská – Krematorium – Švermova – Osová – Dunajská – Starý Lískovec (Starý Lískovec, smyčka) | [ 17 ] |
| 2. září 1995      | změna trasy      | Líšeň, Kotlanova – Masarova – Novolíšeňská – Líšeňská – Bílá hora – Bělohorská – Krásného – Stejskalova (Židovský hřbitov) – Geislerova – Olomoucká (Životského) – Masná – Vlhká – Hlavní nádraží – Nové sady – Soukenická – Křídlovická – Vojtova – Vsetínská – Krematorium – Běloruská – Švermova – Osová – Dunajská – Starý Lískovec (Starý Lískovec, smyčka) | [ 17 ] |
| 1. května 1998    | prodloužení      | Líšeň, Jírova – Kotlanova – Masarova – Novolíšeňská – Líšeňská – Bílá hora – Bělohorská – Krásného – Stejskalova (Židovský hřbitov) – Geislerova – Životského (do 31. srpna 1999 Olomoucká) – Masná – Vlhká – Hlavní nádraží – Nové sady – Soukenická – Křídlovická – Vojtova – Vsetínská – Krematorium – Běloruská – Švermova – Osová – Dunajská – Starý Lískovec, smyčka (do 31. srpna 2000 Starý Lískovec) | [ 61 ] |
| 19. prosince 2004 | prodloužení      | Líšeň, Mifkova – Jírova – Kotlanova – Masarova – Novolíšeňská – Líšeňská – Bílá hora – Bělohorská – Krásného – Židovský hřbitov (do 10. prosince 2005 Stejskalova) – Geislerova – Životského – Masná – Vlhká – Hlavní nádraží – Nové sady – Soukenická – Křídlovická – Vojtova – Vsetínská – Krematorium – Běloruská – Švermova – Osová – Dunajská – Starý Lískovec, smyčka | [ 83 ] |
| 11. prosince 2022 | změna trasy      | Líšeň, Mifkova – Jírova – Kotlanova – Masarova – Novolíšeňská – Líšeňská – Bílá hora – Bělohorská – Krásného – Židovský hřbitov – Geislerova – Životského – Masná – Vlhká – Hlavní nádraží – Nové sady – Soukenická – Křídlovická – Vojtova – Vsetínská – Krematorium – Běloruská – Švermova – Osová – Západní brána – Nemocnice Bohunice | [ 80 ] |

### Linka 9
| Od data            | Změna | Trasa | Zdroj                |
| ------------------ | --- | --- | -------------------- |
| 10. listopadu 1940 | zahájení provozu | Černá Pole (Zemědělská) – Bednářská (Jugoslávská) – V černých polích (Dětská nemocnice) – Německý dům (Moravské náměstí) – Náměstí Viktoria (Náměstí Svobody) – Nádraží (Hlavní nádraží) – Zvonařka – Komárov | [ 35 ]               |
| 1. srpna 1943      | změna trasy | Černá Pole (Zemědělská) – … – Německý dům (Moravské náměstí) – Česká – Městský dvůr (Šilingrovo náměstí) – Nádraží (Hlavní nádraží) – … – Komárov | [ 36 ]               |
| 2. června 1946     | změna trasy | Černá Pole (Zemědělská) – … – Nádraží (Hlavní nádraží) – Táborská (Geislerova) – Juliánov | [ 8 ]                |
| 5. prosince 1962   | změna trasy | Černá Pole (Zemědělská) – … – Nádraží (Hlavní nádraží) – Zvonařka – Komárov | [ 9 ]                |
| 1. dubna 1974      | prodloužení | Lesná (Lesná, Čertova rokle) – Zemědělská – … – Komárov | [ 81 ]               |
| 1975               | (trasa) | Lesná (Lesná, Čertova rokle) – Halasovo náměstí – Fügnerova – Bieblova – Zemědělská – Helfertova (křižovatka Lesnická × Helfertova) – Jugoslávská – Dětská nemocnice – Náměstí 28. října – Sady Osvobození (Moravské náměstí) – Česká – Šilingrovo náměstí – Nové sady – Hlavní nádraží – Uhelná (Úzká) – Zvonařka – Kovářská – Brněnská (Svatopetrská) – Komárov, most (Konopná) – Komárov                                                                                | [ 24 ]               |
| 1. září 1979       | zkrácení | Lesná (Lesná, Čertova rokle) – Halasovo náměstí – Fügnerova – Bieblova – Zemědělská – Helfertova (Tomanova) – Jugoslávská – Dětská nemocnice – Náměstí 28. října – Sady Osvobození (Moravské náměstí) – Česká – Šilingrovo náměstí – Nové sady – Hlavní nádraží – Uhelná (Úzká) – Zvonařka | [ 57 ]               |
| 17. září 1979      | prodloužení | Lesná (Lesná, Čertova rokle) – Halasovo náměstí – Fügnerova – Bieblova – Zemědělská – Helfertova (Tomanova) – Jugoslávská – Dětská nemocnice – Náměstí 28. října – Sady Osvobození (Moravské náměstí) – Česká – Šilingrovo náměstí – Nové sady (na plánech města 1983 a 1984 pouze tam) – Hlavní nádraží – Uhelná (Úzká) – Zvonařka – Kovářská – Brněnská (Svatopetrská) – Komárov, most (na plánech města 1983 a 1984 jako Svatopetrská, dnes Konopná) – Komárov          | [ 57 ]               |
| 2. prosince 1985   | linka zrušena | — | [ 13 ]               |
| 3. února 1986      | obnovení provozu | Lesná (Lesná, Čertova rokle) – Halasovo náměstí – Fügnerova – Bieblova – Zemědělská – Helfertova (Tomanova) – Jugoslávská – Dětská nemocnice – Náměstí 28. října – Sady Osvobození (Moravské náměstí) – Česká – Šilingrovo náměstí – Fakultní nemocnice (Nemocnice u sv. Anny) – Mendlovo náměstí – Poříčí – Polní (Nemocnice Milosrdných bratří) – Celní – Krematorium – Švermova – Harusova (Osová) – Kirovova (Dunajská) – Bohunice (Starý Lískovec, smyčka)            | [ 13 ]               |
| 2. září 1995       | změna trasy | Lesná, Čertova rokle (do 10. prosince 2005 Lesná) – Halasovo náměstí – Fügnerova – Bieblova – Lesnická – Zemědělská – Tomanova – Jugoslávská – Jugoslávská – Tkalcovská – Körnerova – Malinovského náměstí – Hlavní nádraží – Úzká – Zvonařka – Kovářská – Svatopetrská – Konopná – Komárov | [ 17 ]               |
| 1. ledna 2013      | změna trasy | Lesná, Čertova rokle – Halasovo náměstí – Fügnerova – Bieblova – Lesnická – Zemědělská – Tomanova – Jugoslávská – Dětská nemocnice – Náměstí 28. října – Moravské náměstí – Česká – Náměstí Svobody – Zelný trh – Hlavní nádraží – Vlhká – Masná – Životského – Geislerova – Buzkova – Otakara Ševčíka – Dělnický dům – Juliánov | [ 18 ]               |
|                    | výluka od 15. března 2014 do 26. června 2015: linka 9: Juliánov – … – Hlavní nádraží – Malinovského náměstí – Janáčkovo divadlo – Česká – Náměstí Svobody – Zelný trh – Hlavní nádraží – … – Juliánov linka x9: Lesná, Čertova rokle – … – Jugoslávská – Tkalcovská – Körnerova – Malinovského náměstí – Hlavní nádraží – Zelný trh – Náměstí Svobody – Česká – Janáčkovo divadlo – Malinovského náměstí – Körnerova – Tkalcovská – Jugoslávská – … – Lesná, Čertova rokle | výluka od 15. března 2014 do 26. června 2015: linka 9: Juliánov – … – Hlavní nádraží – Malinovského náměstí – Janáčkovo divadlo – Česká – Náměstí Svobody – Zelný trh – Hlavní nádraží – … – Juliánov linka x9: Lesná, Čertova rokle – … – Jugoslávská – Tkalcovská – Körnerova – Malinovského náměstí – Hlavní nádraží – Zelný trh – Náměstí Svobody – Česká – Janáčkovo divadlo – Malinovského náměstí – Körnerova – Tkalcovská – Jugoslávská – … – Lesná, Čertova rokle | [ 55 ] [ 54 ]        |
|                    | výluka od 1. září 2018 do 9. ledna 2021: Lesná, Čertova rokle – … – Malinovského náměstí – Hlavní nádraží – Česká – Moravské náměstí – … – Lesná, Čertova rokle | výluka od 1. září 2018 do 9. ledna 2021: Lesná, Čertova rokle – … – Malinovského náměstí – Hlavní nádraží – Česká – Moravské náměstí – … – Lesná, Čertova rokle | [ 86 ] [ 87 ] [ 88 ] |
|                    | výluka od 9. ledna 2021 do 30. června 2021: Štefánikova čtvrť – Venhudova – Zdráhalova – Jugoslávská – … – Malinovského náměstí – Hlavní nádraží – Česká – Moravské náměstí – … – Jugoslávská – Zdráhalova – Venhudova – Štefánikova čtvrť | výluka od 9. ledna 2021 do 30. června 2021: Štefánikova čtvrť – Venhudova – Zdráhalova – Jugoslávská – … – Malinovského náměstí – Hlavní nádraží – Česká – Moravské náměstí – … – Jugoslávská – Zdráhalova – Venhudova – Štefánikova čtvrť | [ 88 ] [ 89 ]        |
|                    | výluka od 1. července 2021 do 19. září 2021: Štefánikova čtvrť – Venhudova – Zdráhalova – Jugoslávská – … – Juliánov | výluka od 1. července 2021 do 19. září 2021: Štefánikova čtvrť – Venhudova – Zdráhalova – Jugoslávská – … – Juliánov | [ 89 ] [ 19 ]        |

### Linka 10
| Od data            | Změna | Trasa | Zdroj         |
| ------------------ | --- | --- | ------------- |
| 10. listopadu 1944 | zahájení provozu | Nové sady (Nové sady, smyčka) – Nádraží (Hlavní nádraží) – Černovické nádraží (křižovatka Olomoucká × Ostravská) – Švédské valy (Stránská skála) – Líšeň (Muzeum dopravy) | [ 77 ]        |
| 1. února 1962      | změna trasy | Královo Pole, Tesla (Červinkova) – Konečného náměstí – Česká – Náměstí Svobody – Nádraží (Hlavní nádraží) – … – Líšeň (Muzeum dopravy) | [ 9 ]         |
| 29. března 1964    | změna trasy | Bystrc (Zoologická zahrada) – Jundrovská – Konečného náměstí – … – Líšeň (Muzeum dopravy) | [ 10 ]        |
| 4. října 1964      | zkrácení | Bystrc (Zoologická zahrada) – … – Stránská skála | [ 10 ]        |
| 3. ledna 1970      | změna trasy | Bystrc (Zoologická zahrada) – … – Olomoucká (Životského) – Geislerova – Krásného – … – Stránská skála | [ 90 ]        |
| 1975               | (trasa) | Bystrc (Zoologická zahrada) – Kamenolom – Podlesí – Komín (Branka) – Svratecká – Jundrovská (Komín, smyčka) – Jundrov (jižně od zastávky Vozovna Komín) – Rosického náměstí – Blatného (Mozolky) – Burianovo náměstí – Mezníkova (Králova) – Tábor – Technika (Rybkova) – Konečného náměstí – Sokolská (křižovatka Veveří × Sokolská) – Gorkého (křižovatka Veveří × Gorkého) – Česká – Náměstí Svobody – Orlí (Zelný trh) – Hlavní nádraží – Vlhká – Šmeralovy závody (Masná) – Olomoucká (Životského) – Geislerova – Turgeněvova (Židovský hřbitov) – Krásného – Juliánov, pod sídlištěm (jižně od ulice Marie Kudělkové) – Podstránská – Stránská skála                    | [ 24 ]        |
| 1980               | (trasa) | Bystrc (Zoologická zahrada) – Kamenolom – Podlesí – Branka – Svratecká – Jundrovská (Vozovna Komín) – Rosického náměstí – Blatného (Mozolky) – Burianovo náměstí – Mezníkova (pouze zpět; Králova) – Tábor – Technika (pouze zpět; Rybkova) – Konečného náměstí – Grohova – Česká – Náměstí Svobody – Orlí (Zelný trh) – Hlavní nádraží – Vlhká – Šmeralovy závody (Masná) – Olomoucká (Životského) – Geislerova – Turgeněvova (Židovský hřbitov) – Krásného – Juliánov, pod sídlištěm (jižně od ulice Marie Kudělkové) – Podstránská – Stránská skála | [ 15 ]        |
| 1983               | (trasa) | Bystrc (Zoologická zahrada) – Kamenolom – Podlesí – Branka – Svratecká – Jundrovská (Vozovna Komín) – Sochorova (Rosického náměstí) – Rosického náměstí (pouze zpět; křižovatka Horova × Královopolská) – Blatného (Mozolky) – Burianovo náměstí – Mezníkova (pouze zpět; Králova) – Tábor – Technika (Rybkova) – Konečného náměstí – Grohova – Česká – Náměstí Svobody – Orlí (Zelný trh) – Hlavní nádraží – Vlhká – Šmeralovy závody (Masná) – Olomoucká (Životského) – Geislerova – Turgeněvova (Krásného) – Podstránská – Stránská skála | [ 91 ]        |
| 11. července 1983  | prodloužení | Bystrc, Rakovec (Bystrc, Rakovecká) – Přístaviště – Zoo (Zoologická zahrada) – Kamenolom – Podlesí – Branka – Svratecká – Jundrovská (Vozovna Komín) – Sochorova (Rosického náměstí) – Rosického náměstí (pouze zpět; křižovatka Horova × Královopolská) – Blatného (Mozolky) – Burianovo náměstí – Mezníkova (pouze zpět; Králova) – Tábor – Technika (na plánu města 1984 již jako Rybkova) – Konečného náměstí – Grohova – Česká – Náměstí Svobody – Hlavní nádraží – Vlhká – Šmeralovy závody (Masná) – Olomoucká (Životského) – Geislerova – Turgeněvova (Židovský hřbitov) – Krásného – Podstránská – Stránská skála                                                    | [ 47 ]        |
| 3. července 1984   | prodloužení | Bystrc (Bystrc, Ečerova) – Ondrouškova – Kubíčkova – Přístaviště – Zoo (Zoologická zahrada) – Kamenolom – Podlesí – Branka – Svratecká – Jundrovská (Vozovna Komín) – Sochorova (Rosického náměstí) – Rosického náměstí (pouze zpět; křižovatka Horova × Královopolská) – Blatného (Mozolky) – Burianovo náměstí – Mezníkova (pouze zpět; Králova) – Tábor – Rybkova – Konečného náměstí – Grohova – Česká – Náměstí Svobody – Hlavní nádraží – Vlhká – Šmeralovy závody (Masná) – Olomoucká (Životského) – Geislerova – Turgeněvova (Židovský hřbitov) – Krásného – Podstránská – Stránská skála                                                                             | [ 47 ]        |
| 1. června 1986     | změna trasy | Bystrc (Bystrc, Ečerova) – Ondrouškova – Kubíčkova – Přístaviště – Zoo (Zoologická zahrada) – Kamenolom – Podlesí – Branka – Svratecká – Jundrovská (Vozovna Komín) – Sochorova (Rosického náměstí) – Rosického náměstí (pouze zpět; křižovatka Horova × Královopolská) – Blatného (Mozolky) – Burianovo náměstí – Mezníkova (pouze zpět; Králova) – Tábor – Rybkova – Konečného náměstí – Grohova – Česká – Šilingrovo náměstí – Nové sady – Hlavní nádraží – Vlhká – Šmeralovy závody (Masná) – Olomoucká (Životského) – Geislerova – Turgeněvova (Židovský hřbitov) – Krásného – Podstránská – Stránská skála                                                              | [ 14 ]        |
| 5. června 1986     | změna trasy | Bystrc (Bystrc, Ečerova) – Ondrouškova – Kubíčkova – Přístaviště – Zoo (Zoologická zahrada) – Kamenolom – Podlesí – Branka – Svratecká – Jundrovská (Vozovna Komín) – Sochorova (Rosického náměstí) – Rosického náměstí (pouze zpět; křižovatka Horova × Královopolská) – Blatného (Mozolky) – Burianovo náměstí – Mezníkova (pouze zpět; Králova) – Tábor – Rybkova – Konečného náměstí – Grohova – Česká – Šilingrovo náměstí – Nové sady – Hlavní nádraží – Vlhká – Šmeralovy závody (Masná) – Olomoucká (Životského) – Geislerova – Turgeněvova (Židovský hřbitov) – Krásného – Bělohorská – Hybešova hora (Bílá hora) – Líšeňská – Líšeň, Vítězného února (Novolíšeňská) | [ 14 ]        |
| 8. července 1989   | prodloužení | Bystrc (Bystrc, Ečerova) – Ondrouškova – Kubíčkova – Přístaviště – Zoo (Zoologická zahrada) – Kamenolom – Podlesí – Branka – Svratecká – Jundrovská (Vozovna Komín) – Sochorova (Rosického náměstí) – Mozolky – Burianovo náměstí – Mezníkova (pouze zpět; Králova) – Tábor – Rybkova – Konečného náměstí – Grohova – Česká – Šilingrovo náměstí – Nové sady – Hlavní nádraží – Vlhká – Šmeralovy závody (Masná) – Olomoucká (Životského) – Geislerova – Turgeněvova (Židovský hřbitov) – Krásného – Bělohorská – Hybešova hora (Bílá hora) – Líšeňská – Vítězného února (v jízdním řádu 1990 již jako Novolíšeňská) – Masarova – Líšeň (Kotlanova)                           | [ 58 ]        |
| 2. září 1995       | změna trasy | Pisárky – Lipová (Arena Brno) – Vinařská (Výstaviště, vstup G2) – Výstaviště (Výstaviště, hlavní vstup) – Mendlovo náměstí – Václavská – Hybešova – Nové sady – Hlavní nádraží – Vlhká – Masná – Olomoucká (Životského) – Geislerova – Stejskalova (Židovský hřbitov) – Krásného – Podstránská – Stránská skála | [ 17 ]        |
| 18. prosince 1995  | zkrácení | Nové sady, smyčka (od 28. září 1997 pouze zpět) – Nové sady – Hlavní nádraží – Vlhká – Masná – Životského (do 31. srpna 1999 Olomoucká) – Geislerova – Stejskalova (Židovský hřbitov) – Krásného – Podstránská – Stránská skála | [ 49 ]        |
| 1. září 2004       | prodloužení | Starý Lískovec, smyčka – Dunajská – Osová – Švermova – Běloruská – Krematorium – Vsetínská – Vojtova – Křídlovická – Soukenická – Nové sady – Hlavní nádraží – Vlhká – Masná – Životského – Geislerova – Stejskalova (Židovský hřbitov) – Krásného – Podstránská – Stránská skála | [ 92 ]        |
| 12. prosinec 2004  | zkrácení | Nové sady, smyčka (pouze zpět) – Nové sady – Hlavní nádraží – Vlhká – Masná – Životského – Geislerova – Židovský hřbitov (do 10. prosince 2005 Stejskalova) – Krásného – Podstránská – Stránská skála | [ 83 ]        |
| 1. září 2008       | prodloužení | Starý Lískovec, smyčka – Dunajská – Osová – Švermova – Běloruská – Krematorium – Vsetínská – Vojtova – Křídlovická – Soukenická – Nové sady – Hlavní nádraží – Vlhká – Masná – Životského – Geislerova – Židovský hřbitov – Krásného – Podstránská – Stránská skála | [ 84 ]        |
| 1. ledna 2010      | zkrácení | Nové sady, smyčka (pouze zpět) – Nové sady – Hlavní nádraží – Vlhká – Masná – Životského – Geislerova – Židovský hřbitov – Krásného – Podstránská – Stránská skála – Stránská skála, smyčka (zastávka zprovozněna 1. ledna 2010) | [ 93 ]        |
| 11. prosince 2016  | prodloužení | varianta: Bohunice, Švermova – Běloruská – Krematorium – Vsetínská – Vojtova – Křídlovická – Soukenická – varianta: Nové sady, smyčka (pouze zpět) – – Nové sady – Hlavní nádraží – Vlhká – Masná – Životského – Geislerova – Židovský hřbitov – Krásného – Podstránská – Stránská skála – Stránská skála, smyčka | [ 94 ]        |
|                    | výluka od 9. ledna 2021 do 30. dubna 2023: Bystrc, Ečerova – Ondrouškova – Kubíčkova – Přístaviště – Zoologická zahrada – Kamenolom – Podlesí – Branka – Svratecká – Vozovna Komín – Sochorova (zřízena 1. září 2022) – Rosického náměstí – Mozolky – Burianovo náměstí – Králova (pouze zpět) – Tábor – Rybkova – Konečného náměstí – Grohova – Česká – Malinovského náměstí – Hlavní nádraží – … – Krásného – varianta: – … – Stránská skála, smyčka varianta: – Bělohorská – Bílá hora – Líšeňská – Novolíšeňská (varianta od 1. července 2021) | výluka od 9. ledna 2021 do 30. dubna 2023: Bystrc, Ečerova – Ondrouškova – Kubíčkova – Přístaviště – Zoologická zahrada – Kamenolom – Podlesí – Branka – Svratecká – Vozovna Komín – Sochorova (zřízena 1. září 2022) – Rosického náměstí – Mozolky – Burianovo náměstí – Králova (pouze zpět) – Tábor – Rybkova – Konečného náměstí – Grohova – Česká – Malinovského náměstí – Hlavní nádraží – … – Krásného – varianta: – … – Stránská skála, smyčka varianta: – Bělohorská – Bílá hora – Líšeňská – Novolíšeňská (varianta od 1. července 2021) | [ 31 ] [ 95 ] |
| 1. května 2023     | změna trasy | varianta: Bystrc Rakovecká – Přístaviště – Zoologická zahrada – Kamenolom – Podlesí – Branka – Svratecká – varianta: Komín, smyčka (pouze tam) – – Vozovna Komín – Sochorova – Rosického náměstí – Mozolky – Burianovo náměstí – Králova (pouze zpět) – Tábor – Rybkova – Konečného náměstí – Grohova – Česká – Malinovského náměstí – Hlavní nádraží – Vlhká – Masná – Životského – Geislerova – Židovský hřbitov – Krásného – varianta: – Podstránská – Stránská skála – Stránská skála, smyčka varianta: – Bělohorská – Bílá hora – Líšeňská – Novolíšeňská | [ 96 ]        |

### Linka 11
| Od data           | Změna | Trasa | Zdroj         |
| ----------------- | --- | --- | ------------- |
| 24. července 1957 | zahájení provozu | Žabovřesky (na konci ulice Sochorovy) – Konečného náměstí – Česká – Náměstí Svobody – Nádraží (Hlavní nádraží) – Geislerova – Táborská (křižovatka Táborská × Nezamyslova) | [ 7 ]         |
| 9. březen 1959    | zkrácení | Žabovřesky (na konci ulice Sochorovy) – … – Nové Černovice (Geislerova) | [ 9 ]         |
| 8. září 1961      | změna trasy | Královo Pole, Tesla (Červinkova) – Konečného náměstí – … – Nové Černovice (Geislerova) | [ 9 ]         |
| 29. března 1964   | změna trasy | Královo Pole, nádraží – Semilasso – Sady Osvobození (Moravské náměstí) – Náměstí Svobody – Nádraží (Hlavní nádraží) – Táborská (Geislerova) – Hybešova čtvrť (Juliánov) | [ 10 ]        |
| 3. ledna 1966     | změna trasy | Řečkovice – Semilasso – … – Sady Osvobození (Moravské náměstí) – Malinovského náměstí – Nádraží (Hlavní nádraží) – … – Hybešova čtvrť (Juliánov) | [ 10 ]        |
| 1975              | (trasa) | Řečkovice – Filkukova – Kořískova – Vozovna Královo Pole (na plánu města 1983 již jako Hudcova) – Tylova – Semilasso – Husitská – Jungmannova – Veterinární škola (Kartouzská) – Šumavská – Hrnčířská – Pionýrská – Antonínská – Sady Osvobození (Moravské náměstí) – Janáčkovo divadlo (v provozu na plánech města 1983, 1984 a 1988) – Malinovského náměstí – Hlavní nádraží – Vlhká – Šmeralovy závody (Masná) – Olomoucká (Životského) – Geislerova – Buzkova – Ševčíkova (Otakara Ševčíka) – Dělnický dům – Hybešova čtvrť (Juliánov)                 | [ 24 ]        |
| 8. července 1989  | změna trasy | Řečkovice – Filkukova – Kořískova – Hudcova – Tylova – Semilasso – Husitská – Jungmannova – Veterinární škola (Kartouzská) – Šumavská – Hrnčířská – Pionýrská – Antonínská – Sady Osvobození (v jízdním řádu 1990 již jako Moravské náměstí) – Malinovského náměstí – Hlavní nádraží – Vlhká – Šmeralovy závody (Masná) – Olomoucká (Životského) – Geislerova – Turgeněvova (Židovský hřbitov) – Krásného – Bělohorská – Hybešova hora (Bílá hora) – Líšeňská – Vítězného února (v jízdním řádu 1990 již jako Novolíšeňská) – Masarova – Líšeň (Kotlanova) | [ 58 ]        |
| 2. září 1995      | změna trasy | Lesná (Lesná, Čertova rokle) – Halasovo náměstí – Fügnerova – Bieblova – Lesnická – Zemědělská – Tomanova – Jugoslávská – Dětská nemocnice – Náměstí 28. října – Moravské náměstí – Česká – Grohova – Konečného náměstí – Rybkova – Tábor – Králova (pouze tam) – Burianovo náměstí – Mozolky (do 30. srpna 1998 Mozolky/Horova) – Sochorova (Rosického náměstí) – Jundrovská (Vozovna Komín) – Svratecká – Branka – Podlesí – Kamenolom – Zoologická zahrada – Přístaviště – Kubíčkova – Ondrouškova – Bystrc, Ečerova                                    | [ 17 ]        |
| 1. září 2000      | zkrácení | Lesná, Čertova rokle (do 10. prosince 2005 Lesná) – Halasovo náměstí – Fügnerova – Bieblova – Lesnická – Zemědělská – Tomanova – Jugoslávská – Dětská nemocnice – Náměstí 28. října – Moravské náměstí – Česká – Grohova – Konečného náměstí – Rybkova – Tábor – Králova (pouze tam) – Burianovo náměstí – Mozolky – Rosického náměstí (do 8. prosince 2007 Sochorova) – Vozovna Komín (do 31. srpna 2001 Jundrovská) – Svratecká – Branka – Podlesí – Kamenolom – Zoologická zahrada – Přístaviště – Bystrc, Rakovecká                                    | [ 52 ]        |
| 1. ledna 2013     | změna trasy | Lesná, Čertova rokle – Halasovo náměstí – Fügnerova – Bieblova – Lesnická – Zemědělská – Tomanova – Jugoslávská – Jugoslávská – Tkalcovská – Körnerova – Malinovského náměstí – Janáčkovo divadlo – Česká – Grohova – Konečného náměstí – Rybkova – Tábor – Králova (pouze tam) – Burianovo náměstí – Mozolky – Rosického náměstí – Vozovna Komín – Svratecká – Branka – Podlesí – Kamenolom – Zoologická zahrada – Přístaviště – Bystrc, Rakovecká | [ 18 ]        |
|                   | výluka od 15. března 2014 do 26. června 2015: Lesná, Čertova rokle – … – Česká – Šilingrovo náměstí – Nemocnice u sv. Anny – Mendlovo náměstí | výluka od 15. března 2014 do 26. června 2015: Lesná, Čertova rokle – … – Česká – Šilingrovo náměstí – Nemocnice u sv. Anny – Mendlovo náměstí | [ 54 ] [ 55 ] |
|                   | výluka od 27. června 2015 do 31. srpna 2016: Lesná, Čertova rokle – … – Česká – Šilingrovo náměstí – Nemocnice u sv. Anny – Mendlovo náměstí – Výstaviště, hlavní vstup – Výstaviště, vstup G2 – Lipová (Arena Brno) – Pisárky – Bráfova – Stránského – Vozovna Komín | výluka od 27. června 2015 do 31. srpna 2016: Lesná, Čertova rokle – … – Česká – Šilingrovo náměstí – Nemocnice u sv. Anny – Mendlovo náměstí – Výstaviště, hlavní vstup – Výstaviště, vstup G2 – Lipová (Arena Brno) – Pisárky – Bráfova – Stránského – Vozovna Komín | [ 56 ]        |
|                   | výluka od 30. června 2018 do 31. srpna 2018: Lesná, Čertova rokle – … – Malinovského náměstí – Hlavní nádraží | výluka od 30. června 2018 do 31. srpna 2018: Lesná, Čertova rokle – … – Malinovského náměstí – Hlavní nádraží | [ 86 ]        |
|                   | výluka od 9. ledna 2021 do 30. dubna 2023: Bráfova – Vozovna Komín – Komín, smyčka | výluka od 9. ledna 2021 do 30. dubna 2023: Bráfova – Vozovna Komín – Komín, smyčka | [ 31 ]        |
| 1. května 2023    | linka zrušena | — |               |

### Linka 12
| Od data           | Změna | Trasa | Zdroj         |
| ----------------- | --- | --- | ------------- |
| 5. prosince 1962  | zahájení provozu | Pisárky – Starobrněnské lázně (Mendlovo náměstí) – Nádraží (Hlavní nádraží) – Divadlo (Malinovského náměstí) – Sady Osvobození (Moravské náměstí) – Česká – Konečného náměstí – Královo Pole, Tesla (Červinkova) | [ 9 ]         |
| 29. března 1964   | změna trasy | Obřany (Obřany, Babická) – Nováčkova (Vozovna Husovice) – Tkalcovská – Divadlo (Malinovského náměstí) – … – Královo Pole, Tesla (Červinkova) | [ 10 ]        |
| 12. července 1964 | změna trasy | Obřany (Obřany, Babická) – … – Divadlo (Malinovského náměstí) – Nádraží (Hlavní nádraží) – Náměstí Svobody – Česká – … – Královo Pole, Tesla (Červinkova) | [ 10 ]        |
| 16. prosince 1972 | prodloužení | Obřany (Obřany, Babická) – … – Tesla (Červinkova) – Královo Pole, střelnice (Technické muzeum) | [ 90 ]        |
| 1975              | (trasa) | Obřany (Obřany, Babická) – Obřany, most (Obřanský most) – Obřanská, hřbitov (Čtvery hony) – Obřanská, škola (Obřanská, u školy) – Proškovo náměstí – Maloměřice, most (v jízdním řádu 1980 jako Maloměřice, dnes Maloměřický most) – Dukelská (Tomkovo náměstí) – Náměstí Republiky – Nováčkova (Vozovna Husovice) – Mostecká – Trávníčkova – Tkalcovská – Körnerova – Malinovského náměstí – Hlavní nádraží – Orlí (Zelný trh) – Náměstí Svobody – Česká – Gorkého (křižovatka Veveří × Gorkého) – Sokolská (křižovatka Veveří × Sokolská) – Konečného náměstí – Nerudova (v jízdním řádu 1980 pouze tam) – Klusáčkova – Babákova (Tererova) – Dobrovského – Moskevská (Skácelova) – Tesla (Červinkova) – Královo Pole, střelnice (Technické muzeum) | [ 24 ]        |
| 1. června 1986    | změna trasy | Obřany (Obřany, Babická) – Obřany, most (Obřanský most) – Obřanská, hřbitov (Čtvery hony) – Obřanská, škola (Obřanská, u školy) – Proškovo náměstí – Maloměřice, most (Maloměřický most) – Tomkovo náměstí – Náměstí Republiky – Nováčkova (Vozovna Husovice) – Mostecká – Trávníčkova – Tkalcovská – Körnerova – Malinovského náměstí – Hlavní nádraží – Náměstí Rovnosti (Úzká) – Zvonařka | [ 14 ]        |
| 8. července 1989  | prodloužení | Obřany (Obřany, Babická) – Obřany, most (Obřanský most) – Obřanská, hřbitov (Čtvery hony) – Obřanská, škola (Obřanská, u školy) – Proškovo náměstí – Maloměřice, most (Maloměřický most) – Tomkovo náměstí – Náměstí Republiky – Nováčkova (Vozovna Husovice) – Mostecká – Trávníčkova – Tkalcovská – Körnerova – Malinovského náměstí – Hlavní nádraží – Náměstí Rovnosti (Úzká) – Zvonařka – Kovářská – Brněnská (Svatopetrská) – Svatopetrská (Konopná) – Komárov | [ 58 ]        |
| 2. září 1995      | změna trasy | Královo Pole, Červinkova – Skácelova – Dobrovského – Tererova – Klusáčkova – Nerudova – Konečného náměstí – Grohova – Česká – Šilingrovo náměstí – Nové sady – Hlavní nádraží – Úzká – Zvonařka – Kovářská – Svatopetrská – Konopná – Komárov | [ 17 ]        |
| 17. května 2008   | prodloužení | Technologický park – Technické muzeum – Červinkova – Skácelova – Dobrovského – Tererova – Klusáčkova – Nerudova – Konečného náměstí – Grohova – Česká – Šilingrovo náměstí – Nové sady – Hlavní nádraží – Úzká – Zvonařka – Kovářská – Svatopetrská – Konopná – Komárov | [ 97 ]        |
|                   | výluka od 28. června 2008 do 30. srpna 2009: Technologický park – … – Česká – Janáčkovo divadlo (pouze tam) – Malinovského náměstí (pouze tam) – Náměstí Svobody (pouze zpět) – Zelný trh (pouze zpět) – Hlavní nádraží – … – Komárov | výluka od 28. června 2008 do 30. srpna 2009: Technologický park – … – Česká – Janáčkovo divadlo (pouze tam) – Malinovského náměstí (pouze tam) – Náměstí Svobody (pouze zpět) – Zelný trh (pouze zpět) – Hlavní nádraží – … – Komárov | [ 74 ] [ 75 ] |
|                   | výluka od 12. března 2018 do 29. června 2018: Technologický park – … – Zvonařka | výluka od 12. března 2018 do 29. června 2018: Technologický park – … – Zvonařka | [ 98 ]        |
|                   | výluka od 30. června 2018 do 31. srpna 2018: Technologický park – … – Hlavní nádraží | výluka od 30. června 2018 do 31. srpna 2018: Technologický park – … – Hlavní nádraží | [ 86 ]        |
|                   | výluka od 1. září 2018 do 30. června 2021: Technologický park – … – Hlavní nádraží – Vlhká – Masná – Životského – Geislerova – Buzkova – Otakara Ševčíka – Dělnický dům – Juliánov                                                    | výluka od 1. září 2018 do 30. června 2021: Technologický park – … – Hlavní nádraží – Vlhká – Masná – Životského – Geislerova – Buzkova – Otakara Ševčíka – Dělnický dům – Juliánov | [ 86 ] [ 89 ] |
| 1. července 2021  | změna trasy | Technologický park – Technické muzeum – Červinkova – Skácelova – Dobrovského – Tererova – Klusáčkova – Nerudova – Konečného náměstí – Grohova – Česká – Šilingrovo náměstí – Nové sady – Hlavní nádraží – Úzká – Autobusové nádraží – Železniční – Konopná – Komárov | [ 89 ]        |

### Linka 13
| Od data          | Změna | Trasa | Zdroj          |
| ---------------- | --- | --- | -------------- |
| 5. prosince 1962 | zahájení provozu | Žabovřesky (na konci ulice Sochorovy) – Konečného náměstí – Česká – Náměstí Svobody – Nádraží (Hlavní nádraží) – Táborská (Geislerova) – Hybešova čtvrť (Juliánov) | [ 9 ]          |
| 29. března 1964  | změna trasy | Královo Pole, Tesla (Červinkova) – Konečného náměstí – … – Hybešova čtvrť (Juliánov) | [ 10 ]         |
| 1975             | (trasa) | Královo Pole, Tesla (Červinkova) – Moskevská (Skácelova) – Dobrovského – Babákova (Tererova) – Klusáčkova – Nerudova – Konečného náměstí – Sokolská (křižovatka Veveří × Sokolská) – Gorkého (křižovatka Veveří × Gorkého) – Česká – Náměstí Svobody – Orlí (Zelný trh) – Hlavní nádraží – Vlhká – Šmeralovy závody (Masná) – Olomoucká (Životského) – Geislerova – Buzkova – Ševčíkova (Otakara Ševčíka) – Dělnický dům – Hybešova čtvrť (Juliánov) | [ 24 ]         |
| 1. září 1979     | změna trasy | Královo Pole, střelnice (Technické muzeum) – Tesla (Červinkova) – Moskevská (Skácelova) – Dobrovského – Babákova (Tererova) – Klusáčkova – Nerudova (v jízdním řádu 1980 pouze zpět) – Konečného náměstí – Grohova – Česká – Šilingrovo náměstí – Nové sady – Hlavní nádraží – Vlhká – Šmeralovy závody (Masná) – Olomoucká (Životského) – Geislerova – Buzkova – Ševčíkova (Otakara Ševčíka) – Dělnický dům – Hybešova čtvrť (Juliánov) | [ 57 ]         |
| 8. července 1989 | změna trasy | Královo Pole, střelnice (Technické muzeum) – Tesla (Červinkova) – Moskevská (v jízdním řádu 1990 již jako Skácelova) – Dobrovského – Babákova (v jízdním řádu 1990 jako Jana Babáka, dnes Tererova) – Klusáčkova – Nerudova – Konečného náměstí – Grohova – Česká – Šilingrovo náměstí – Nové sady – Hlavní nádraží – Vlhká – Šmeralovy závody (Masná) – Olomoucká (Životského) – Geislerova – Turgeněvova (Židovský hřbitov) – Krásného – Bělohorská – Hybešova hora (Bílá hora) – Líšeňská – Vítězného února (v jízdním řádu 1990 již jako Novolíšeňská) – Masarova – Líšeň (Kotlanova) | [ 58 ]         |
| 2. září 1995     | změna trasy | Královo Pole, Technické muzeum (do 31. srpna 2001 Královo Pole, střelnice) – Červinkova – Skácelova – Dobrovského – Tererova – Klusáčkova – Nerudova – Konečného náměstí – Grohova – Česká – Šilingrovo náměstí – Nové sady – Hlavní nádraží – Vlhká – Masná – Životského (do 31. srpna 1999 Olomoucká) – Geislerova – Buzkova – Otakara Ševčíka – Dělnický dům – Juliánov | [ 17 ]         |
|                  | výluka od 29. června 2003 do 31. prosince 2003: Královo Pole, Technické muzeum – … – Geislerova – Stejskalova (Židovský hřbitov) – Krásného – Bělohorská – Bílá hora – Líšeňská – Novolíšeňská                                         | výluka od 29. června 2003 do 31. prosince 2003: Královo Pole, Technické muzeum – … – Geislerova – Stejskalova (Židovský hřbitov) – Krásného – Bělohorská – Bílá hora – Líšeňská – Novolíšeňská | [ 99 ]         |
|                  | výluka od 1. ledna 2004 do 16. července 2005: Královo Pole, Technické muzeum – … – Geislerova | výluka od 1. ledna 2004 do 16. července 2005: Královo Pole, Technické muzeum – … – Geislerova | [ 79 ] [ 100 ] |
| 17. května 2008  | prodloužení | Technologický park – Technické muzeum – Červinkova – Skácelova – Dobrovského – Tererova – Klusáčkova – Nerudova – Konečného náměstí – Grohova – Česká – Šilingrovo náměstí – Nové sady – Hlavní nádraží – Vlhká – Masná – Životského – Geislerova – Buzkova – Otakara Ševčíka – Dělnický dům – Juliánov | [ 97 ]         |
|                  | výluka od 28. června 2008 do 30. srpna 2009: Technologický park – … – Česká – Janáčkovo divadlo (pouze tam) – Malinovského náměstí (pouze tam) – Náměstí Svobody (pouze zpět) – Zelný trh (pouze zpět) – Hlavní nádraží – … – Juliánov | výluka od 28. června 2008 do 30. srpna 2009: Technologický park – … – Česká – Janáčkovo divadlo (pouze tam) – Malinovského náměstí (pouze tam) – Náměstí Svobody (pouze zpět) – Zelný trh (pouze zpět) – Hlavní nádraží – … – Juliánov | [ 74 ] [ 75 ]  |
| 1. ledna 2013    | linka zrušena | — | [ 18 ]         |

### Linka 14
| Od data           | Změna            | Trasa | Zdroj   |
| ----------------- | ---------------- | --- | ------- |
| 29. března 1964   | zahájení provozu | Žabovřesky (na konci ulice Sochorovy) – Konečného náměstí – Česká – Sady Osvobození (Moravské náměstí) – Divadlo (Malinovského náměstí) – Nádraží (Hlavní nádraží) – Poříčí – Ústřední hřbitov | [ 10 ]  |
| 12. července 1964 | změna trasy      | Komín (Branka) – Rosického náměstí – … – Ústřední hřbitov | [ 10 ]  |
| 5. října 1964     | změna trasy      | Komín (Branka) – … – Česká – Šilingrovo náměstí – Mendlovo náměstí – Poříčí – … – Ústřední hřbitov | [ 10 ]  |
| 1. září 1971      | prodloužení      | Bystrc (Zoologická zahrada) – Komín (Branka) – … – Ústřední hřbitov | [ 90 ]  |
| 1975              | (trasa)          | Bystrc (Zoologická zahrada) – Kamenolom – Podlesí – Komín (Branka) – Svratecká – Jundrovská (Komín, smyčka) – Jundrov (jižně od zastávky Vozovna Komín) – Rosického náměstí – Blatného (Mozolky) – Burianovo náměstí – Mezníkova (Králova) – Tábor – Technika (Rybkova) – Konečného náměstí – Sokolská (křižovatka Veveří × Sokolská) – Gorkého (křižovatka Veveří × Gorkého) – Česká – Šilingrovo náměstí – Fakultní nemocnice (Nemocnice u sv. Anny) – Mendlovo náměstí – Poříčí – Polní (Nemocnice Milosrdných bratří) – Celní – Hluboká – Ústřední hřbitov – Ústřední hřbitov, smyčka | [ 24 ]  |
| 22. prosince 1977 | prodloužení      | Bystrc (Zoologická zahrada) – Kamenolom – Podlesí – Branka – Svratecká – Jundrovská (Vozovna Komín) – Rosického náměstí – Blatného (Mozolky) – Burianovo náměstí – Mezníkova (pouze zpět; Králova) – Tábor – Technika (pouze zpět; Rybkova) – Konečného náměstí – Grohova – Česká – Šilingrovo náměstí – Fakultní nemocnice (Nemocnice u sv. Anny) – Mendlovo náměstí – Poříčí – Polní (Nemocnice Milosrdných bratří) – Celní – Hluboká – Ústřední hřbitov – Ústřední hřbitov, smyčka (pouze v jízdním řádu 1980) – Bohunická – Elektrotechnické závody (na plánu města 1983 jako Elektrotechnické závody J. F., na plánu města 1984 jako EJF, dnes Ořechovská) – Ospap (Moravanské lány) – Ingstav (Moravanská) – Korek (Modřická cihelna) – Modřice, Tyršova – Modřice (Modřice, smyčka) | [ 12 ]  |
| 1983              | (trasa)          | Bystrc (Zoologická zahrada) – Kamenolom – Podlesí – Branka – Svratecká – Jundrovská (Vozovna Komín) – Sochorova (Rosického náměstí) – Rosického náměstí (pouze zpět; křižovatka Horova × Královopolská) – Blatného (Mozolky) – Burianovo náměstí – Mezníkova (pouze zpět; Králova) – Tábor – Technika (Rybkova) – Konečného náměstí – Grohova – Česká – Šilingrovo náměstí – Fakultní nemocnice (Nemocnice u sv. Anny) – Mendlovo náměstí – Poříčí – Polní (Nemocnice Milosrdných bratří) – Celní – Hluboká – Ústřední hřbitov – Bohunická – Elektrotechnické závody J. F. (Ořechovská) – Ospap (Moravanské lány) – Ingstav (Moravanská) – Korek (Modřická cihelna) – Tyršova (Modřice, Tyršova) – Modřice (Modřice, smyčka)                                                               | [ 91 ]  |
| 11. července 1983 | prodloužení      | Bystrc, Rakovec (na plánu města 1988 již jako Bystrc, Rakovecká) – Přístaviště – Zoo (Zoologická zahrada) – Kamenolom – Podlesí – Branka – Svratecká – Jundrovská (Vozovna Komín) – Sochorova (Rosického náměstí) – Rosického náměstí (pouze zpět; křižovatka Horova × Královopolská) – Blatného (Mozolky) – Burianovo náměstí – Mezníkova (pouze zpět; Králova) – Tábor – Rybkova – Konečného náměstí – Grohova – Česká – Šilingrovo náměstí – Fakultní nemocnice (Nemocnice u sv. Anny) – Mendlovo náměstí – Poříčí – Polní (Nemocnice Milosrdných bratří) – Celní – Hluboká – Ústřední hřbitov – Bohunická – EJF (Ořechovská) – Ospap (Moravanské lány) – Ingstav (Moravanská) – Korek (Modřická cihelna) – Tyršova (Modřice, Tyršova) – Modřice (Modřice, smyčka)                      | [ 47 ]  |
| 1. září 1990      | prodloužení      | Bystrc (Bystrc, Ečerova) – Ondrouškova – Kubíčkova – Přístaviště – Zoo (Zoologická zahrada) – Kamenolom – Podlesí – Branka – Svratecká – Jundrovská (Vozovna Komín) – Sochorova (Rosického náměstí) – Mozolky – Burianovo náměstí – Mezníkova (pouze zpět; Králova) – Tábor – Rybkova – Konečného náměstí – Grohova – Česká – Šilingrovo náměstí – Fakultní nemocnice (Nemocnice u sv. Anny) – Mendlovo náměstí – Poříčí – Polní (Nemocnice Milosrdných bratří) – Celní – Hluboká – Ústřední hřbitov – Bohunická – EJF (Ořechovská) – Ospap (Moravanské lány) – Ingstav (Moravanská) – Korek (Modřická cihelna) – Tyršova (Modřice, Tyršova) – Modřice (Modřice, smyčka) | [ 101 ] |
| 1. září 1994      | zkrácení         | Bystrc, Rakovecká – Přístaviště – Zoo (Zoologická zahrada) – Kamenolom – Podlesí – Branka – Svratecká – Jundrovská (Vozovna Komín) – Sochorova (Rosického náměstí) – Mozolky – Burianovo náměstí – Králova (pouze zpět) – Tábor – Rybkova – Konečného náměstí – Grohova – Česká – Šilingrovo náměstí – Nemocnice u sv. Anny – Mendlovo náměstí – Poříčí – Polní (Nemocnice Milosrdných bratří) – Celní – Hluboká – Ústřední hřbitov – Bohunická – Ořechovská – Moravanské lány – Moravanská – Modřice, cihelna – Tyršova (Modřice, Tyršova) – Modřice (Modřice, smyčka) | [ 17 ]  |
| 2. září 1995      | linka zrušena    | — | [ 17 ]  |

### Linka 15
| Od data           | Změna            | Trasa | Zdroj  |
| ----------------- | ---------------- | --- | ------ |
| 29. března 1964   | zahájení provozu | Pisárky – Mendlovo náměstí – Václavská – Nádraží (Hlavní nádraží) – Černovické nádraží (křižovatka Olomoucká × Ostravská) – Stránská skála – Líšeň (Muzeum dopravy) | [ 10 ] |
| 4. října 1964     | zkrácení         | Pisárky – … – Stránská skála | [ 10 ] |
| 5. října 1964     | změna trasy      | Ústřední hřbitov, smyčka – Václavská – … – Stránská skála | [ 10 ] |
| 3. ledna 1970     | změna trasy      | Ústřední hřbitov, smyčka – … – Olomoucká (Životského) – Geislerova – Krásného – … – Stránská skála | [ 90 ] |
| 22. prosince 1973 | změna trasy      | Ústřední hřbitov, smyčka – … – Hlavní nádraží – Malinovského náměstí – Sady Osvobození (Moravské náměstí) – Jugoslávská – Zemědělská – Lesná (Lesná, Čertova rokle) | [ 90 ] |
| 1975              | (trasa)          | Ústřední hřbitov, smyčka – Ústřední hřbitov – Hluboká – Celní – Polní (Nemocnice Milosrdných bratří) – Poříčí – Václavská – Hybešova – Nové sady – Hlavní nádraží – Malinovského náměstí – Sady osvobození (Moravské náměstí) – Náměstí 28. října – Dětská nemocnice – Jugoslávská – Helfertova (křižovatka Lesnická × Helfertova) – Zemědělská – Bieblova – Fügnerova – Halasovo náměstí – Lesná (Lesná, Čertova rokle)                                                                       | [ 24 ] |
| 1. září 1977      | změna trasy      | Ústřední hřbitov, smyčka – Ústřední hřbitov – Hluboká – Celní – Polní (Nemocnice Milosrdných bratří) – Poříčí – Václavská – Hybešova – Nové sady – Hlavní nádraží – Malinovského náměstí – Körnerova – Tkalcovská – Jugoslávská – Helfertova (křižovatka Lesnická × Helfertova) – Zemědělská – Bieblova – Fügnerova – Halasovo náměstí – Lesná (Lesná, Čertova rokle) | [ 12 ] |
| 1. května 1980    | změna trasy      | Bohunice (Švermova) – Běloruská – Krematorium – Celní – Polní (Nemocnice Milosrdných bratří) – Poříčí – Václavská – Hybešova – Nové sady – Hlavní nádraží – Malinovského náměstí – Körnerova – Tkalcovská – Jugoslávská – Helfertova (Tomanova) – Zemědělská – Bieblova – Fügnerova – Halasovo náměstí – Lesná (Lesná, Čertova rokle) | [ 57 ] |
| 9. května 1982    | prodloužení      | Bohunice (Starý Lískovec, smyčka; zastávka zprovozněna 1983–1984) – Kirovova (Dunajská) – Harusova (Osová) – Švermova – Běloruská – Krematorium – Celní – Polní (Nemocnice Milosrdných bratří) – Poříčí – Václavská – Hybešova – Nové sady – Hlavní nádraží – Malinovského náměstí – Körnerova – Tkalcovská – Jugoslávská – Jugoslávská (v jízdním řádu 1990 již není v provozu) – Helfertova (Tomanova) – Zemědělská – Bieblova – Fügnerova – Halasovo náměstí – Lesná (Lesná, Čertova rokle) | [ 78 ] |
| 20. prosince 1994 | změna trasy      | Bohunice (Starý Lískovec, smyčka) – Dunajská – Osová – Švermova – Běloruská – Krematorium – Vsetínská – Vojtova – Křídlovická – Nové sady (Soukenická) – Hlavní nádraží – Malinovského náměstí – Körnerova – Tkalcovská – Jugoslávská – Tomanova – Zemědělská – Bieblova – Fügnerova – Halasovo náměstí – Lesná (Lesná, Čertova rokle) | [ 17 ] |
| 2. září 1995      | linka zrušena    | — | [ 17 ] |

### Linka 16
| Od data           | Změna            | Trasa | Zdroj  |
| ----------------- | ---------------- | --- | ------ |
| 29. března 1964   | zahájení provozu | Jiráskova čtvrť (Masarykova čtvrť, náměstí Míru) – Česká – Sady Osvobození (Moravské náměstí) – Divadlo (Malinovského náměstí) – Tkalcovská – Židenice, Karlovo náměstí (Svatoplukova) | [ 10 ] |
| 1975              | (trasa)          | Jiráskova čtvrť (Masarykova čtvrť, náměstí Míru) – Heinrichova – Všetičkova – Úvoz – Náměstí Sovětských hrdinů (Obilní trh) – Komenského náměstí – Česká – Janáčkovo divadlo (v provozu na plánech města 1983 a 1984) – Malinovského náměstí – Malinovského náměstí (pouze tam; v provozu na plánech města 1983 a 1984) – Körnerova – Tkalcovská – Zábrdovice (Vojenská nemocnice) – Kuldova – Rokycanova (křižovatka Bubeníčkova × Rokycanova) – Stará osada – Židenice, Svatoplukova                                                    | [ 24 ] |
| 16. dubna 1985    | zkrácení         | Jiráskova čtvrť (Masarykova čtvrť, náměstí Míru) – Heinrichova – Všetičkova – Úvoz – Náměstí Sovětských hrdinů (Obilní trh) – Komenského náměstí – Česká – Janáčkovo divadlo – Malinovského náměstí – Malinovského náměstí (pouze tam) – Körnerova – Tkalcovská – Zábrdovice (Vojenská nemocnice) – Kuldova – Rokycanova (křižovatka Bubeníčkova × Rokycanova) – Stará osada | [ 13 ] |
| 2. prosince 1985  | změna trasy      | Královo Pole, Tesla (Červinkova) – Moskevská (Skácelova) – Dobrovského – Babákova (Jana Babáka) – Klusáčkova – Nerudova – Konečného náměstí – Grohova – Česká – Janáčkovo divadlo – Malinovského náměstí – Malinovského náměstí (pouze tam) – Körnerova – Tkalcovská – Zábrdovice (Vojenská nemocnice) – Kuldova – Rokycanova (křižovatka Bubeníčkova × Rokycanova) – Stará osada | [ 13 ] |
| 3. listopadu 1986 | prodloužení      | Královo Pole, střelnice (Technické muzeum) – Tesla (Červinkova) – Moskevská (v jízdním řádu 1990 již jako Skácelova) – Dobrovského – Babákova (v jízdním řádu 1990 již jako Jana Babáka) – Klusáčkova – Nerudova – Konečného náměstí – Grohova – Česká – Janáčkovo divadlo (v provozu na plánu města 1988) – Malinovského náměstí – Malinovského náměstí (pouze tam) – Körnerova – Tkalcovská – Zábrdovice (Vojenská nemocnice) – Kuldova – Rokycanova (křižovatka Bubeníčkova × Rokycanova; v provozu na plánu města 1988) – Stará osada | [ 14 ] |
| 2. září 1995      | linka zrušena    | — | [ 17 ] |

### Linka 17
| Od data           | Změna            | Trasa | Zdroj  |
| ----------------- | ---------------- | --- | ------ |
| 29. března 1964   | zahájení provozu | Fučíkova čtvrť (Štefánikova čtvrť) – Jugoslávská – Sady Osvobození (Moravské náměstí) – Česká – Šilingrovo náměstí – Mendlovo náměstí – Ústřední hřbitov – Horní Heršpice (za zastávkou Ořechovská) | [ 10 ] |
| 1. ledna 1971     | zkrácení         | Fučíkova čtvrť (Štefánikova čtvrť) – … – Ústřední hřbitov, smyčka | [ 90 ] |
| 1. dubna 1972     | prodloužení      | Fučíkova čtvrť (Štefánikova čtvrť) – … – Ústřední hřbitov, smyčka – Horní Heršpice (za zastávkou Ořechovská) | [ 90 ] |
| 1975              | (trasa)          | Fučíkova čtvrť (Štefánikova čtvrť) – Náměstí Emanuela Barši (Venhudova) – Zdráhalova – Jugoslávská – Dětská nemocnice – Náměstí 28. října – Sady Osvobození (Moravské náměstí) – Česká – Šilingrovo náměstí – Fakultní nemocnice (Nemocnice u sv. Anny) – Mendlovo náměstí – Poříčí – Polní (Nemocnice Milosrdných bratří) – Celní – Hluboká – Ústřední hřbitov – Ústřední hřbitov, smyčka – Bohunická – Ořechovská – Horní Heršpice (za zastávkou Ořechovská) | [ 24 ] |
| 22. prosince 1977 | prodloužení      | Fučíkova čtvrť (Štefánikova čtvrť) – Náměstí Emanuela Barši (v jízdním řádu 1990 již jako Venhudova) – Zdráhalova – Jugoslávská – Dětská nemocnice – Náměstí 28. října – Sady Osvobození (v jízdním řádu 1990 již jako Moravské náměstí) – Česká – Šilingrovo náměstí – Fakultní nemocnice (Nemocnice u sv. Anny) – Mendlovo náměstí – Poříčí – Polní (Nemocnice Milosrdných bratří) – Celní – Hluboká – Ústřední hřbitov – Ústřední hřbitov, smyčka (pouze v jízdním řádu 1980) – Bohunická – Elektrotechnické závody (na plánu města 1983 jako Elektrotechnické závody J. F., na plánu města 1984 jako EJF, dnes Ořechovská) – Ospap (Moravanské lány) – Ingstav (Moravanská) – Korek (Modřická cihelna) – Modřice, Tyršova – Modřice (Modřice, smyčka) | [ 12 ] |
| 2. září 1995      | linka zrušena    | — | [ 17 ] |

### Linka 18
| Od data           | Změna            | Trasa | Zdroj  |
| ----------------- | ---------------- | --- | ------ |
| 1. ledna 1976     | zahájení provozu | Řečkovice – Filkukova – Kořískova – Vozovna Královo Pole (Hudcova) – Tylova – Semilasso – Husitská – Jungmannova – Veterinární škola (Kartouzská) – Šumavská – Hrnčířská – Pionýrská – Antonínská – Sady Osvobození (Moravské náměstí) – Malinovského náměstí – Hlavní nádraží – Nové sady – Hybešova – Václavská – Mendlovo náměstí – Výstaviště (Výstaviště, hlavní vstup) – Vinařská (Výstaviště, vstup G2) – Lipová (Arena Brno) – Pisárky – Bráfova – Jundrov (jižně od zastávky Vozovna Komín) – Jundrovská (Komín, smyčka) – Svratecká – Komín (Branka) – Podlesí – Kamenolom – Bystrc (Zoologická zahrada) | [ 81 ] |
| 1980              | (trasa)          | Řečkovice – Filkukova – Kořískova – Vozovna Královo Pole (Hudcova) – Tylova – Semilasso – Husitská – Jungmannova – Veterinární škola (Kartouzská) – Šumavská – Hrnčířská – Pionýrská – Antonínská – Sady Osvobození (Moravské náměstí) – Malinovského náměstí – Hlavní nádraží – Nové sady – Hybešova – Václavská – Mendlovo náměstí – Výstaviště (Výstaviště, hlavní vstup) – Vinařská (Výstaviště, vstup G2) – Lipová (Arena Brno) – Pisárky (pouze tam; v provozu na plánu města 1983) – Pisárky – Bráfova – Jundrovská (Vozovna Komín) – Svratecká – Branka – Podlesí – Kamenolom – Bystrc (Zoologická zahrada) | [ 15 ] |
| 11. července 1983 | prodloužení      | Řečkovice – Filkukova – Kořískova – Hudcova – Tylova – Semilasso – Husitská – Jungmannova – Veterinární škola (Kartouzská) – Šumavská – Hrnčířská – Pionýrská – Antonínská – Sady Osvobození (Moravské náměstí) – Malinovského náměstí – Hlavní nádraží – Nové sady – Hybešova – Václavská – Mendlovo náměstí – Výstaviště (Výstaviště, hlavní vstup) – Vinařská (Výstaviště, vstup G2) – Lipová (Arena Brno) – Pisárky (pouze tam) – Pisárky – Bráfova – Jundrovská (Vozovna Komín) – Svratecká – Branka – Podlesí – Kamenolom – Zoo (Zoologická zahrada) – Přístaviště – Bystrc, Rakovec (Bystrc, Rakovecká) | [ 47 ] |
| 3. července 1984  | prodloužení      | Řečkovice – Filkukova – Kořískova – Hudcova – Tylova – Semilasso – Husitská – Jungmannova – Veterinární škola (Kartouzská) – Šumavská – Hrnčířská – Pionýrská – Antonínská – Sady Osvobození (Moravské náměstí) – Malinovského náměstí – Hlavní nádraží – Nové sady – Hybešova – Václavská – Mendlovo náměstí – Výstaviště (Výstaviště, hlavní vstup) – Vinařská (Výstaviště, vstup G2) – Lipová (Arena Brno) – Pisárky (pouze tam; v jízdním řádu 1990 jako Pisárky, DP) – Pisárky, vodárna (v jízdním řádu 1990 jako Pisárky, u vodárny) – Bráfova – Jundrovská (Vozovna Komín) – Svratecká – Branka – Podlesí – Kamenolom – Zoo (Zoologická zahrada) – Přístaviště – Kubíčkova – Ondrouškova – Bystrc (Bystrc, Ečerova) | [ 47 ] |
| 2. září 1995      | linka zrušena    | — | [ 17 ] |

### Linka 19
| Od data        | Změna            | Trasa | Zdroj  |
| -------------- | ---------------- | --- | ------ |
| 4. září 1978   | zahájení provozu | Zvonařka – Uhelná (Úzká) – Hlavní nádraží – Malinovského náměstí – Körnerova – Tkalcovská – Zábrdovice (Vojenská nemocnice) – Kuldova – Rokycanova (křižovatka Bubeníčkova × Rokycanova) – Stará osada – Svatoplukova – Židenice, kasárna – Světlá (křižovatka Karlova × Světlá) – Židenice (Karlova) | [ 12 ] |
| 4. května 1985 | zkrácení         | Zvonařka – Náměstí Rovnosti (Úzká) – Hlavní nádraží – Malinovského náměstí – Körnerova – Tkalcovská – Zábrdovice (Vojenská nemocnice) – Kuldova – Stará osada | [ 13 ] |
| 1. září 1994   | linka zrušena    | — | [ 17 ] |

### Linka 20
| Od data        | Změna            | Trasa | Zdroj   |
| -------------- | ---------------- | --- | ------- |
| 4. září 1978   | zahájení provozu | Zvonařka – Uhelná (Úzká) – Hlavní nádraží – Nové sady – Šilingrovo náměstí – Česká – Grohova – Konečného náměstí – Nerudova (pouze tam) – Klusáčkova – Babákova (Jana Babáka) – Dobrovského – Moskevská (Skácelova) – Tesla (Červinkova) – Královo Pole, střelnice (Technické muzeum) | [ 12 ]  |
| 1. září 1979   | změna trasy      | Stránská skála – Podstránská – Juliánov, pod sídlištěm (jižně od ulice Marie Kudělkové) – Krásného – Turgeněvova (Židovský hřbitov) – Geislerova – Olomoucká (Životského) – Šmeralovy závody (Masná) – Vlhká – Hlavní nádraží – Orlí (Zelný trh) – Náměstí Svobody – Česká – Grohova – Konečného náměstí – Nerudova (pouze tam) – Klusáčkova – Babákova (Jana Babáka) – Dobrovského – Moskevská (Skácelova) – Královo Pole, Tesla (Červinkova) | [ 57 ]  |
| 1983           | (trasa)          | Stránská skála – Podstránská – Turgeněvova (Krásného) – Geislerova – Olomoucká (Životského) – Šmeralovy závody (Masná) – Vlhká – Hlavní nádraží – Orlí (Zelný trh) – Náměstí Svobody – Česká – Grohova – Konečného náměstí – Nerudova – Klusáčkova – Babákova (Jana Babáka) – Dobrovského – Moskevská (Skácelova) – Královo Pole, Tesla (Červinkova) | [ 91 ]  |
| 1984           | (trasa)          | Stránská skála – Podstránská – Krásného – Turgeněvova (Židovský hřbitov) – Geislerova – Olomoucká (Životského) – Šmeralovy závody (Masná) – Vlhká – Hlavní nádraží – Orlí (Zelný trh) – Náměstí Svobody – Česká – Grohova – Konečného náměstí – Nerudova – Klusáčkova – Babákova (Jana Babáka) – Dobrovského – Moskevská (Skácelova) – Královo Pole, Tesla (Červinkova) | [ 48 ]  |
| 3. září 1984   | změna trasy      | Stránská skála – Podstránská – Krásného – Turgeněvova (Židovský hřbitov) – Geislerova – Olomoucká (Životského) – Šmeralovy závody (Masná) – Vlhká – Hlavní nádraží – Nové sady – Šilingrovo náměstí – Česká – Grohova – Konečného náměstí – Rybkova – Tábor – Mezníkova (pouze tam; Králova) – Burianovo náměstí – Blatného (Mozolky) – Rosického náměstí (pouze tam; křižovatka Horova × Královopolská) – Sochorova (Rosického náměstí) – Jundrovská (Vozovna Komín) – Svratecká – Branka – Podlesí – Kamenolom – Zoo (Zoologická zahrada) – Přístaviště – Bystrc, Rakovec (Bystrc, Rakovecká)                                             | [ 13 ]  |
| 1. června 1986 | prodloužení      | Stránská skála – Podstránská – Krásného – Turgeněvova (Židovský hřbitov) – Geislerova – Olomoucká (Životského) – Šmeralovy závody (Masná) – Vlhká – Hlavní nádraží – Nové sady – Šilingrovo náměstí – Česká – Grohova – Konečného náměstí – Rybkova – Tábor – Mezníkova (pouze tam; Králova) – Burianovo náměstí – Blatného (na plánu města 1988 již jako Mozolky) – Rosického náměstí (pouze tam; křižovatka Horova × Královopolská) – Sochorova (Rosického náměstí) – Jundrovská (Vozovna Komín) – Svratecká – Branka – Podlesí – Kamenolom – Zoo (Zoologická zahrada) – Přístaviště – Kubíčkova – Ondrouškova – Bystrc (Bystrc, Ečerova) | [ 14 ]  |
| 1. září 1990   | změna trasy      | Stránská skála – Podstránská – Krásného – Turgeněvova (Židovský hřbitov) – Geislerova – Olomoucká (Životského) – Šmeralovy závody (Masná) – Vlhká – Hlavní nádraží – Nové sady – Hybešova – Václavská – Mendlovo náměstí – Výstaviště (Výstaviště, hlavní vstup) – Vinařská (Výstaviště, vstup G2) – Lipová (Arena Brno) – Pisárky, DP (pouze tam; Pisárky) – Pisárky, u vodárny – Bráfova – Jundrovská (Vozovna Komín) – Svratecká – Branka – Podlesí – Kamenolom – Zoo (Zoologická zahrada) – Přístaviště – Kubíčkova – Ondrouškova – Bystrc (Bystrc, Ečerova)                                                                            | [ 101 ] |
| 2. září 1995   | linka zrušena    | — | [ 17 ]  |

### Linka 21
| Od data        | Změna            | Trasa | Zdroj  |
| -------------- | ---------------- | --- | ------ |
| 1. září 1977   | zahájení provozu | Židenice, Svatoplukova – Stará osada – Rokycanova (křižovatka Bubeníčkova × Rokycanova) – Kuldova – Zábrdovice (Vojenská nemocnice) – Jugoslávská – Dětská nemocnice – Náměstí 28. října – Sady Osvobození (Moravské náměstí) – Česká – Grohova – Konečného náměstí – Technika (pouze tam; Rybkova) – Tábor – Mezníkova (pouze tam; Králova) – Burianovo náměstí – Blatného (Mozolky) – Rosického náměstí – Jundrovská (Vozovna Komín) – Svratecká – Branka – Podlesí – Kamenolom – Bystrc (Zoologická zahrada) | [ 12 ] |
| 1. září 1983   | prodloužení      | Židenice, Svatoplukova – Stará osada – Rokycanova (křižovatka Bubeníčkova × Rokycanova) – Kuldova – Zábrdovice (Vojenská nemocnice) – Jugoslávská – Dětská nemocnice – Náměstí 28. října – Sady Osvobození (Moravské náměstí) – Česká – Grohova – Konečného náměstí – Technika (na plánu města 1984 již jako Rybkova) – Tábor – Mezníkova (pouze tam; Králova) – Burianovo náměstí – Blatného (Mozolky) – Rosického náměstí (pouze tam; křižovatka Horova × Královopolská) – Sochorova (Rosického náměstí) – Jundrovská (Vozovna Komín) – Svratecká – Branka – Podlesí – Kamenolom – Zoo (Zoologická zahrada) – Přístaviště – Bystrc, Rakovec (Bystrc, Rakovecká)   | [ 47 ] |
| 16. dubna 1985 | zkrácení         | Stará osada – Kuldova – Zábrdovice (Vojenská nemocnice) – Jugoslávská – Dětská nemocnice – Náměstí 28. října – Sady Osvobození (v jízdním řádu 1990 již jako Moravské náměstí) – Česká – Grohova – Konečného náměstí – Rybkova – Tábor – Mezníkova (pouze tam; Králova) – Burianovo náměstí – Blatného (na plánu města 1988 již jako Mozolky) – Rosického náměstí (pouze tam; v provozu na plánu města 1988; křižovatka Horova × Královopolská) – Sochorova (Rosického náměstí) – Jundrovská (Vozovna Komín) – Svratecká – Branka – Podlesí – Kamenolom – Zoo (Zoologická zahrada) – Přístaviště – Bystrc, Rakovec (na plánu města 1988 již jako Bystrc, Rakovecká) | [ 13 ] |
| 1. září 1994   | prodloužení      | Židenice, Stará osada – Kuldova – Zábrdovice (Vojenská nemocnice) – Jugoslávská – Dětská nemocnice – Náměstí 28. října – Moravské náměstí – Česká – Grohova – Konečného náměstí – Rybkova – Tábor – Mezníkova (pouze tam; Králova) – Burianovo náměstí – Mozolky – Sochorova (Rosického náměstí) – Jundrovská (Vozovna Komín) – Svratecká – Branka – Podlesí – Kamenolom – Zoo (Zoologická zahrada) – Přístaviště – Kubíčkova – Ondrouškova – Bystrc, Ečerova | [ 17 ] |
| 2. září 1995   | linka zrušena    | — | [ 17 ] |

### Linka 22
| Od data          | Změna            | Trasa | Zdroj   |
| ---------------- | ---------------- | --- | ------- |
| 1. června 1986   | zahájení provozu | Královo Pole, střelnice (Technické muzeum) – Tesla (Červinkova) – Moskevská (Skácelova) – Dobrovského – Babákova (Jana Babáka) – Klusáčkova – Nerudova – Konečného náměstí – Grohova – Česká – Náměstí Svobody – Hlavní nádraží – Náměstí Rovnosti (Úzká) – Zvonařka | [ 14 ]  |
| 8. července 1989 | změna trasy      | Královo Pole, střelnice (Technické muzeum) – Tesla (Červinkova) – Moskevská (v jízdním řádku 1990 již jako Skácelova) – Dobrovského – Babákova (v jízdním řádku 1990 již jako Jana Babáka) – Klusáčkova – Nerudova – Konečného náměstí – Grohova – Česká – Šilingrovo náměstí – Nové sady – Hlavní nádraží – Náměstí Rovnosti (Úzká) – Zvonařka – Kovářská – Brněnská (Svatopetrská) – Svatopetrská (Konopná) – Komárov | [ 101 ] |
| 2. září 1995     | linka zrušena    | — | [ 17 ]  |

## Noční provoz
Noční tramvajová doprava v Brně byla vždy řešena provozem vybraných běžných denních linek na svých trasách, v některých případech došlo k úpravám trasy tak, aby linka projížděla terminálem u hlavního nádraží, který vždy byl a dodnes je centrálním místem nočních rozjedů MHD. Noční doprava byla zavedena 2. června 1946, od tohoto data jezdily v noci linky č. 1, 4 a 9 po svých denních trasách, trasy linek č. 2 a 3 byly pro noční provoz upraveny. Počet v noci provozovaných linek se v průběhu následujících desetiletí příliš neměnil, např. v roce 1970 byl ukončen provoz linky č. 9, roku 1984 byla upravena trasa linky č. 5. V letech 1980, 1983 a 1984 mělo denní i noční provoz sedm tramvajových linek: 1, 2, 4, 5, 10, 12, 15. Roku 1986 byl zahájen noční provoz nově zavedené linky č. 22.
Při celkové reorganizaci dopravy v roce 1995 bylo od 2. září toho roku zavedeno sedm linek s nepřetržitým provozem: 1, 2, 3, 4, 8, 9, 13. Od 29. března 1999 byly linky č. 3 a 9 nahrazeny v nočním provozu linkou č. 11. Od 1. září 2000 byla noční doprava reorganizována – vzniklo sedm nových nočních autobusových linek obsluhujících celé město, které nahradily noční provoz tramvají, trolejbusů i stávajících nočních autobusů. Výjimkou zůstaly pouze páteřní tramvajové linky č. 1 a 8, které vedou ve velké části své trasy po samostatném tělese. Noční provoz těchto posledních dvou tramvajových linek byl ukončen po noci z 31. prosince 2003 na 1. ledna 2004, kdy vyjely naposledy. Zároveň byly zavedeny další tři noční autobusové linky, které nahradily rušené tramvajové.

## Veletržní linky
V září 1957 byly při příležitosti konání mezinárodního veletrhu na brněnském výstavišti zřízeny speciální veletržní tramvajové linky č. 12 a 13, které posilovaly dopravu k výstavišti z nejdůležitějších směrů a obě končily na nejbližší smyčce za výstavištěm v Pisárkách. Svým číselným označením navázaly na tehdy provozovanou řadu běžných linek č. 1 až 11. Tyto veletržní linky byly v průběhu následujících let provozovány vždy při velkých akcích na výstavišti, postupně se měnilo jejich trasování (pro první konečnou byla využívána různá obratiště po městě včetně řady tehdy existujících vratných trojúhelníků) i číselné označení, neboť přibývalo pravidelných linek.
V září 1986 bylo poprvé užito nové označení hlavní veletržní linky ze smyčky Zvonařka poblíž nového autobusového nádraží, která obdržela číslo 31. S tímto označením byla v provozu až do roku 1997, po několika následujících letech se označení ustálilo na P1. V průběhu prvního desetiletí 21. století se objevilo několik dalších veletržních linek, které jsou (nebo byly) v provozu stejně jako linka P1 vždy pouze několikrát do roka při nejrůznějších velkých akcích v areálu výstaviště (především veletrhy, ale také koncerty či jiné kulturní akce). Všechny veletržní linky zastavovaly nebo zastavují ve všech průběžných zastávkách, v tabulkách proto jsou uvedeny jen ty směrově nejdůležitější.

### V letech 1957–1978
| Linka | V provozu                       | Trasa | Zdroj   |
| ----- | ------------------------------- | --- | ------- |
| 12    | od září 1957 do listopadu 1962  | Hrnčířská – Sady Osvobození (Moravské náměstí) – Divadlo (Malinovského náměstí) – Nádraží (Hlavní nádraží) – Václavská – Starobrněnské lázně (Mendlovo náměstí) – Pisárky                                                    | [ 103 ] |
| 13    | od září 1957 do listopadu 1962  | Divadlo (Malinovského náměstí) – Nádraží (Hlavní nádraží) – Václavská – Starobrněnské lázně (Mendlovo náměstí) – Pisárky | [ 103 ] |
| 14    | od září 1961 do srpna 1963      | Třída Kpt. Jaroše (křižovatka Milady Horákové × třída Kpt. Jaroše) – Česká – Šilingrovo náměstí – Starobrněnské lázně (Mendlovo náměstí) – Pisárky                                                                           | [ 9 ]   |
| 14    | od září 1963 do února 1964      | Hrnčířská – Sady Osvobození (Moravské náměstí) – Divadlo (Malinovského náměstí) – Nádraží (Hlavní nádraží) – Václavská – Starobrněnské lázně (Mendlovo náměstí) – Pisárky                                                    | [ 9 ]   |
| 15    | od září 1962 do srpna 1963      | Královo Pole, Tesla (Červinkova) – Konečného náměstí – Česká – Sady Osvobození (Moravské náměstí) – Divadlo (Malinovského náměstí) – Nádraží (Hlavní nádraží) – Václavská – Starobrněnské lázně (Mendlovo náměstí) – Pisárky | [ 9 ]   |
| 15    | od září 1963 do února 1964      | Divadlo (Malinovského náměstí) – Nádraží (Hlavní nádraží) – Václavská – Starobrněnské lázně (Mendlovo náměstí) – Pisárky | [ 9 ]   |
| 18    | od března 1964 do prosince 1975 | Královo Pole, nádraží – Semilasso – Sady Osvobození (Moravské náměstí) – Divadlo (Malinovského náměstí) – Nádraží (Hlavní nádraží) – Václavská – Mendlovo náměstí – Pisárky                                                  | [ 10 ]  |
| 19    | od března 1964 do srpna 1967    | Pisárky – Mendlovo náměstí – Václavská – Nádraží (Hlavní nádraží) – Divadlo (Malinovského náměstí) | [ 10 ]  |
| 19    | od 10. září 1967 do srpna 1978  | Pisárky – Mendlovo náměstí – Václavská – Nádraží (Hlavní nádraží) – Divadlo (Malinovského náměstí) – Sady Osvobození (Moravské náměstí) – Česká – Šilingrovo náměstí – Mendlovo náměstí – Pisárky                            | [ 85 ]  |
| 20    | od 10. září 1967 do srpna 1978  | Královo Pole, Tesla (Červinkova) – Konečného náměstí – Česká – Šilingrovo náměstí – Mendlovo náměstí – Pisárky | [ 85 ]  |

### Od roku 1986
| Linka | V provozu                              | Trasa | Zdroj           |
| ----- | -------------------------------------- | --- | --------------- |
| 31    | od 17. září 1986 do září 1997          | Zvonařka – Hlavní nádraží – Václavská – Mendlovo náměstí – Pisárky | [ 14 ]          |
| – / X | od října 1997 do března 2002           | Zvonařka – Hlavní nádraží – Václavská – Mendlovo náměstí – Pisárky (bez označení nebo jako linka X)                                                                            | [ 104 ]         |
| P1    | od dubna 2002 dosud                    | Zvonařka – Hlavní nádraží – Václavská – Mendlovo náměstí – Pisárky | [ 105 ] [ 106 ] |
| P1    | od 17. ledna 2009 do 5. listopadu 2010 | Malinovského náměstí – Hlavní nádraží – Václavská – Mendlovo náměstí – Pisárky                                                                                                 | [ 107 ] [ 108 ] |
|       |                                        | |                 |
| 2     | od 20. září 2004 do září 2005          | Židenice, Stará osada – Tkalcovská – Malinovského náměstí – Hlavní nádraží – Václavská – Mendlovo náměstí – Pisárky (přesměrování některých spojů linky 2 beze změny označení) | [ 92 ]          |
| P2    | od 3. října 2005 dosud                 | Židenice, Stará osada – Tkalcovská – Malinovského náměstí – Hlavní nádraží – Václavská – Mendlovo náměstí – Pisárky                                                            | [ 106 ] [ 109 ] |
|       |                                        | |                 |
| P6    | od 15. září 2008 do 11. června 2009    | Královo Pole, nádraží – Semilasso – Moravské náměstí – Malinovského náměstí – Hlavní nádraží – Václavská – Mendlovo náměstí – Pisárky                                          | [ 110 ] [ 111 ] |
|       |                                        | |                 |
| 7     | od 20. září 2004 do srpna 2006         | Královo Pole, nádraží – Semilasso – Moravské náměstí – Česká – Šilingrovo náměstí – Mendlovo náměstí – Pisárky (přesměrování některých spojů linky 2 beze změny označení)      | [ 92 ]          |
| P7    | od 18. září 2006 do 5. října 2007      | Královo Pole, nádraží – Semilasso – Moravské náměstí – Česká – Šilingrovo náměstí – Mendlovo náměstí – Pisárky                                                                 | [ 112 ] [ 113 ] |
| P7    | od 14. září 2009 do 8. listopadu 2009  | Štefánikova čtvrť – Dětská nemocnice – Moravské náměstí – Česká – Šilingrovo náměstí – Mendlovo náměstí – Pisárky                                                              | [ 75 ] [ 114 ]  |

## Vložené, posilové a kyvadlové linky
První uvedená linka byla kyvadlová linka bez označení na vedlejší odbočce z trati do Juliánova.
Několik následujících linek jsou vybrané vložené linky, které v období svého provozu posilovaly dopravu na vytížených trasách. Většina vložených linek však v průběhu historie konkrétně označena nebyla, vlaky byly označovány pouze tabulí s konečnou stanicí.
V případě linky č. 32 a následujících linek P2 se jednalo o „dušičkovou“ posilovou linku spojující střed Brna a dva největší městské hřbitovy – Ústřední hřbitov a Židenický hřbitov. Mimo uvedené roky provozu je doprava v této trase posilována vloženými spoji linky č. 2.
Linka X provozovaná v roce 2001 byla posilová linka spojující všechny dopravní uzly v centru města.
Linky P1 a P11 jsou speciální posilové linky vypravované každý rok pro dopravu diváků ze středu města na Brněnskou přehradu, kde se každoročně koná na přelomu května a června festival ohňostrojů Ignis Brunensis, přičemž každý ohňostroj sledují desítky tisíc lidí.
Linka P6 byla v provozu během částečné výluky hlavního nádraží.
Poslední uvedené linky P1 a P12 jsou v provozu během studentského majálesu konaného v areálu brněnského výstaviště.
| Linka | V provozu                                  | Trasa | Zdroj           |
| ----- | ------------------------------------------ | --- | --------------- |
| –     | od 25. ledna 1926 do 29. listopadu 1942    | Masná – Jatky (ulice Masná za Masnou burzou) | [ 4 ] [ 36 ]    |
|       |                                            | |                 |
| –     | od 4. prosince 1939 do 31. prosince 1942   | Královo Pole (Semilasso) – Německý dům (Moravské náměstí) – Náměstí Viktoria (Náměstí Svobody; pouze tam) – Městské divadlo (Malinovského náměstí; pouze zpět) – Nádraží (Hlavní nádraží)                                            | [ 115 ]         |
| –     | od 1. ledna 1943 do 14. května 1944        | Královo Pole (Semilasso) – Německý dům (Moravské náměstí) – Městské divadlo (Malinovského náměstí) – Nádraží (Hlavní nádraží) – Nové sady (Nové sady, smyčka)                                                                        | [ 115 ]         |
| A     | od 15. května 1944 do 17. dubna 1945       | Královo Pole (Semilasso) – … – Nové sady (Nové sady, smyčka) | [ 77 ]          |
|       |                                            | |                 |
| –     | od 4. prosince 1939 do 15. září 1943       | Laudonova (Tábor) – Německý dům (Moravské náměstí) – Náměstí Viktoria (Náměstí Svobody) – Nádraží (Hlavní nádraží) – Městské divadlo (Malinovského náměstí) – Zábrdovice (Tkalcovská) – Maloměřice, most (Maloměřický most)          | [ 115 ]         |
| –     | od 16. září 1943 do 14. května 1944        | Laudonova (Tábor) – … – Nádraží (Hlavní nádraží) – Křenová – Nové Černovice (Geislerova) – Juliánov | [ 115 ]         |
| B     | od 15. května 1944 do 17. dubna 1945       | Laudonova (Tábor) – … – Juliánov | [ 77 ]          |
| –     | od 4. května 1947 do 23. července 1957     | Tábor – … – Geislerova | [ 7 ] [ 8 ]     |
|       |                                            | |                 |
| –     | od 29. listopadu 1942 do 15. září 1943     | Německý dům (Moravské náměstí) – Náměstí Viktoria (Náměstí Svobody) – Nádraží (Hlavní nádraží) – Křenová – Nové Černovice (Geislerova)                                                                                               | [ 36 ]          |
| –     | od 16. září 1943 do 14. května 1944        | Sadová (křižovatka Drobného × Lužánecká × Antonína Slavíka) – Německý dům (Moravské náměstí) – … – Nádraží (Hlavní nádraží) – Městské divadlo (Malinovského náměstí) – Zábrdovice (Tkalcovská) – Maloměřice, most (Maloměřický most) | [ 36 ]          |
| C     | od 15. května 1944 do 1. září 1946         | Sadová (křižovatka Drobného × Lužánecká × Antonína Slavíka) – … – Maloměřice, most (Maloměřický most) | [ 77 ] [ 115 ]  |
|       |                                            | |                 |
| L     | od 1. ledna 1943 do 10. listopadu 1943     | Nové sady (Nové sady, smyčka) – Nádraží (Hlavní nádraží) – Křenová – Černovické nádraží (křižovatka Olomoucká × Ostravská) – Švédské valy (Stránská skála)                                                                           | [ 36 ]          |
| L     | od 11. listopadu 1943 do 9. listopadu 1944 | Nové sady (Nové sady, smyčka) – … – Švédské valy (Stránská skála) – Líšeň (Muzeum dopravy) | [ 36 ]          |
| L     | od 10. listopadu 1944 do 17. dubna 1945    | Nové sady (Nové sady, smyčka) – … – Švédské valy (Stránská skála) | [ 36 ]          |
|       |                                            | |                 |
| 2N    | od 3. září 1994 do 19. prosince 1994       | Židenice, Stará osada – Tkalcovská – Malinovského náměstí – Hlavní nádraží – Nové sady, smyčka | [ 17 ]          |
|       |                                            | |                 |
| 32    | od 28. října 1995 do listopadu 1996        | Židenice, Stará osada – Tkalcovská – Malinovského náměstí – Hlavní nádraží – Poříčí – Ústřední hřbitov | [ 14 ]          |
| P2    | od 26. října 2002 do 2. listopadu 2003     | Židenice, Stará osada – Tkalcovská – Malinovského náměstí – Hlavní nádraží – Poříčí – Ústřední hřbitov (označení posilových spojů linky 2)                                                                                           | [ 116 ] [ 117 ] |
| P2    | od 28. října 2008 do 2. listopadu 2008     | Malinovského náměstí – Hlavní nádraží – Poříčí – Ústřední hřbitov | [ 110 ]         |
|       |                                            | |                 |
| X     | od 20. srpna 2001 do 31. srpna 2001        | Zvonařka – Úzká – Hlavní nádraží – Nové sady – Šilingrovo náměstí – Česká – Malinovského náměstí – Hlavní nádraží – Úzká – Zvonařka                                                                                                  | [ 118 ]         |
|       |                                            | |                 |
| P1    | od 31. května 2003 dosud                   | Hlavní nádraží – Václavská – Mendlovo náměstí – Pisárky – Vozovna Komín – Přístaviště | [ 119 ] [ 120 ] |
| P11   | od 31. května 2003 dosud                   | Česká – Konečného náměstí – Vozovna Komín – Přístaviště | [ 119 ] [ 120 ] |
|       |                                            | |                 |
| P1    | 7. května 2014 dosud                       | Zvonařka – Hlavní nádraží – Václavská – Mendlovo náměstí – Pisárky | [ 121 ]         |
| P12   | 7. května 2014 dosud                       | Výstaviště, hlavní vstup – Mendlovo náměstí – Česká – Technologický park | [ 121 ]         |
|       |                                            | |                 |
| P6    | od 3. června 2017 do 10. září 2017         | Královo Pole, nádraží – Malinovského náměstí – Hlavní nádraží – Nové sady, smyčka | [ 122 ] [ 123 ] |

## Výlukové linky
V tabulce níže jsou uvedeny pouze některé vybrané výlukové linky se zvláštním označením. Při běžných výukách jsou některé linky s upravenou trasou, odkloněné linky nebo linky rozdělené na dvě části většinou označovány pomocí malého písmene X před vlastním číslem linky (např. x1). Níže uvedené linky zastavovaly ve všech zastávkách, jsou tedy uvedeny pouze ty směrově nejdůležitější.
| Linka | V provozu                                   | Trasa | Zdroj           |
| ----- | ------------------------------------------- | --- | --------------- |
| –     | od 18. prosince 1986 do 8. dubna 1987       | Malinovského náměstí – Česká – Konečného náměstí – Jundrovská (Vozovna Komín) – Bystrc (Bystrc, Ečerova)                                                                                           | [ 14 ]          |
| 23    | od 2. května 1994 do 31. května 1994        | Náměstí Svobody – Česká – Konečného náměstí – Jundrovská (Vozovna Komín) – Bystrc, ZOO (Zoologická zahrada)                                                                                        | [ 101 ]         |
| X     | od 16. listopadu 2006 do 19. listopadu 2006 | Bystrc, Ečerova – Vozovna Komín – Konečného náměstí – Česká – Malinovského náměstí – Hlavní nádraží – Nové sady – Šilingrovo náměstí – Česká – Konečného náměstí – Vozovna Komín – Bystrc, Ečerova | [ 26 ]          |
| x14   | od 30. června 2014 do 24. srpna 2014        | Zvonařka – Hlavní nádraží – Nové sady – Šilingrovo náměstí – Česká – Konečného náměstí – Vozovna Komín – Bystrc, Ečerova                                                                           | [ 124 ]         |
| x14   | od 30. června 2018 do 31. srpna 2018        | Rakovecká – Vozovna Komín – Konečného náměstí – Česká – Šilingrovo náměstí – Mendlovo náměstí – Celní – Ústřední hřbitov, smyčka                                                                   | [ 125 ] [ 126 ] |
| 7     | od 1. července 2021 do 31. srpna 2021       | Hlavní nádraží – Křídlovická – Vsetínská | [ 127 ] [ 128 ] |
| 11    | od 14. února 2024 do 30. června 2024        | Lesná, Čertova rokle – Dětská nemocnice – Česká – Šilingrovo náměstí – Mendlovo náměstí | [ 129 ] [ 130 ] |

## Historické linky
První pravidelná historická tramvajová linka v Brně byla v provozu v nepracovní dny od jara do podzimu roku 1999 v rámci 130. výročí MHD v Brně (odtud číslo linky 130). Následující rok (100. výročí elektrických tramvají v Brně) byla v provozu v upravené trase s číslem 100, stejně jako roku 2001 (číselné označení ponecháno). V roce 2002 již linka nevyjela, důvodem byl nízký počet cestujících v předchozím roce. Na těchto linkách platily pouze speciální jízdenky, historická tramvajová souprava s dvounápravovými vozy zastavovala pouze na konečných zastávkách. Proto jsou v tabulce níže uvedeny kurzívou ulice, kudy trasa vedla.
V letech 2006 a 2007 byla v provozu historická linka H s dvounápravovým vozem, která využívala nově vloženou kolejovou spojku před lázněmi v Rašínově ulici. Na lince platil běžný tarif IDS JMK, v uvedeném období byla v provozu každý den a zastavovala na všech zastávkách. Kvůli rozsáhlým rekonstrukcím tramvajových tratí v centru Brna byl její provoz na konci června 2007 ukončen a historické tramvaje jezdily do podzimu toho roku o víkendech jako vložený vlak na lince č. 10 v trase Nové sady, smyčka – Stránská skála. V témže rozsahu (o víkendech od jara do podzimu) a v téže trase jezdily historické tramvaje i v letech 2008 a 2009, v roce 2010 byly tyto jízdy kvůli úspoře finančních prostředků zrušeny.
K obnovení pravidelného provozu historické tramvajové linky došlo v roce 2012, kdy dopravní podnik zavedl linku H4, která využívá odstavnou kolej v Joštově ulici u zastávky Komenského náměstí. Linka je v uvedeném období v provozu v letní sezóně o víkendech a svátcích a platí na ní běžný tarif IDS JMK. Pod označení linky H4 je od roku 2017 zahrnut i provoz Vánoční tramvaje s vyzdobeným historickým vozem T3, rovněž v rámci tarifu IDS JMK. Vánoční tramvaj je provozována na okruhu v centru města v době adventu, poprvé vyjela roku 2016.
| Linka           | V provozu                                   | Trasa | Zdroj           |
| --------------- | ------------------------------------------- | --- | --------------- |
| 130             | od 1. května 1999 do 12. září 1999          | Náměstí Svobody – Masarykova (pouze tam) – Nádražní (pouze tam) – Husova (pouze tam) – Joštova (pouze tam) – Rašínova (pouze zpět) – Moravské náměstí – Rooseveltova – Divadelní – Benešova – Křenová – Olomoucká – Životského – Táborská – Nezamyslova – Novolíšeňská | [ 61 ]          |
| 100             | od 22. dubna 2000 do 24 září 2000           | Náměstí Svobody – Rašínova (pouze tam) – Moravské náměstí (pouze tam) – Rooseveltova (pouze tam) – Divadelní (pouze tam) – Benešova (pouze tam) – Masarykova (pouze zpět) – Nádražní – Hybešova – Václavská – Křížová – Mendlovo náměstí – Pisárky                     | [ 61 ] [ 140 ]  |
| 100             | od 1. května 2001 do 16. září 2001          | Náměstí Svobody – Rašínova (pouze tam) – Joštova (pouze tam) – Husova (pouze tam) – Pekařská (pouze tam) – Masarykova (pouze zpět) – Nádražní (pouze zpět) – Hybešova (pouze zpět) – Václavská (pouze zpět) – Křížová (pouze zpět) – Mendlovo náměstí – Pisárky        | [ 30 ] [ 141 ]  |
| H               | od 19. října 2006 do 31. října 2006         | Lázně Rašínova (Česká) – Náměstí Svobody – Orlí (Zelný trh) – Hlavní nádraží – Nové sady – Nové sady, smyčka (pouze tam) | [ 62 ]          |
| H               | od 8. května 2007 do 29. června 2007        | Náměstí Svobody – Zelný trh – Hlavní nádraží – Nové sady – Nové sady, smyčka (pouze tam) | [ 41 ] [ 132 ]  |
| H4 (historická) | od 10. června 2012 do 29. září 2013         | Komenského náměstí – Česká – Náměstí Svobody – Zelný trh – Hlavní nádraží – Nové sady – Nové sady, smyčka (pouze tam) | [ 135 ] [ 142 ] |
| H4 (historická) | 28. června 2014                             | Komenského náměstí – Česká – Náměstí Svobody – Zelný trh – Hlavní nádraží – Nové sady – Hybešova – Václavská – Mendlovo náměstí – Výstaviště, hlavní vstup – Výstaviště, vstup G2 – Lipová (Arena Brno) – Pisárky                                                      | [ 143 ]         |
| H4 (historická) | od 29. června 2014 do 10. srpna 2014        | Komenského náměstí – Česká – Náměstí Svobody – Zelný trh – Hlavní nádraží – Nové sady – Hybešova – Václavská – Mendlovo náměstí | [ 143 ] [ 144 ] |
| H4 (historická) | od 16. srpna 2014 do 28. září 2014          | Komenského náměstí – Česká – Náměstí Svobody – Zelný trh – Hlavní nádraží – Nové sady – Nové sady, smyčka | [ 143 ]         |
| H4 (historická) | od 21. června 2015 do 1. října 2017         | Komenského náměstí – Česká – Náměstí Svobody – Zelný trh – Hlavní nádraží – Nové sady – Hybešova – Václavská – Mendlovo náměstí | [ 145 ] [ 146 ] |
| H4 (historická) | od 23. června 2018 do 24. června 2018       | Komenského náměstí – Česká – Malinovského náměstí – Hlavní nádraží – Nové sady – Hybešova – Václavská – Mendlovo náměstí – Výstaviště, hlavní vstup | [ 147 ] [ 148 ] |
| H4 (historická) | od 30. června 2018 do 7. října 2018         | Komenského náměstí – Česká – Malinovského náměstí – Hlavní nádraží – Nové sady – Hybešova – Václavská – Mendlovo náměstí | [ 148 ] [ 149 ] |
| H4 (historická) | od 22. června 2019 do 13. října 2019        | Komenského náměstí – Česká – Náměstí Svobody – Zelný trh – Hlavní nádraží – Nové sady – Hybešova – Václavská – Mendlovo náměstí | [ 150 ] [ 151 ] |
| H4 (historická) | od 3. července 2021 do 28. září 2021        | Malinovského náměstí – Česká – Náměstí Svobody – Zelný trh – Hlavní nádraží – Nové sady – Nové sady, smyčka | [ 152 ]         |
| H4 (historická) | od 2. července 2022 do 28. srpna 2022       | Náměstí Svobody – Česká – Malinovského náměstí – Hlavní nádraží – Nové sady – Nové sady, smyčka | [ 153 ]         |
| H4 (historická) | od 1. července 2023 do 3. září 2023         | Náměstí Svobody – Česká – Malinovského náměstí – Hlavní nádraží – Nové sady – Hybešova – Václavská – Mendlovo náměstí | [ 154 ] [ 155 ] |
| H4 (historická) | od 29. června 2024                          | Komenského náměstí – Česká – Náměstí Svobody – Zelný trh – Hlavní nádraží – Nové sady – Hybešova – Václavská – Mendlovo náměstí | [ 156 ] [ 157 ] |
| H4 (vánoční)    | od 25. listopadu 2017 do 23. prosince 2018  | Česká – Malinovského náměstí – Hlavní nádraží – Zelný trh – Náměstí Svobody – Česká | [ 158 ] [ 159 ] |
| H4 (vánoční)    | od 30. listopadu 2019 do 23. prosince 2019  | Náměstí Svobody – Česká – Malinovského náměstí – Hlavní nádraží – Zelný trh – Náměstí Svobody | [ 160 ]         |
| H4 (vánoční)    | od 27. listopadu 2020 do 27. prosince 2020  | Česká – Náměstí Svobody – Zelný trh – Hlavní nádraží – Nové sady – Šilingrovo náměstí – Česká – Česká – Náměstí Svobody – Zelný trh – Hlavní nádraží – Hlavní nádraží – Malinovského náměstí – Česká                                                                   | [ 161 ]         |
| H4 (vánoční)    | od 26. listopadu 2021 do 30. listopadu 2021 | Náměstí Svobody – Zelný trh – Hlavní nádraží – Hlavní nádraží – Malinovského náměstí – Česká – Náměstí Svobody – Zelný trh – Hlavní nádraží – Nové sady – Šilingrovo náměstí – Česká – Česká – Náměstí Svobody                                                         | [ 162 ]         |
| H4 (vánoční)    | od 1. prosince 2021 do 23. prosince 2021    | Malinovského náměstí – Česká – Náměstí Svobody – Zelný trh – Hlavní nádraží – Nové sady – Šilingrovo náměstí – Česká – Česká – Náměstí Svobody – Zelný trh – Hlavní nádraží – Hlavní nádraží – Malinovského náměstí                                                    | [ 162 ]         |
| H4 (vánoční)    | od 26. listopadu 2022 do 23. prosince 2022  | Náměstí Svobody – Česká – Malinovského náměstí – Hlavní nádraží – Hlavní nádraží – Zelný trh – Náměstí Svobody | [ 163 ]         |
| H4 (vánoční)    | od 25. listopadu 2023                       | Česká – Malinovského náměstí – Hlavní nádraží – Hlavní nádraží – Zelný trh – Náměstí Svobody – Česká – Šilingrovo náměstí – Nové sady – Hlavní nádraží – Zelný trh – Náměstí Svobody – Česká                                                                           | [ 164 ]         |